# Liste von Sommerrodelbahnen
Eine Sommerrodelbahn ist eine Anlage, ähnlich einer sehr langen Rutschbahn, auf der man mit einem Schlitten zu Tal rodelt oder rollt und die dazu nicht von einer winterlichen Eis- oder Schnee-Unterlage abhängig ist. Neben den Bahnen, in denen der Schlitten nicht schienengeführt in Rinnen fährt, werden auch schienengeführte Bahnen, die so genannten Alpine Coaster, zu den Sommerrodelbahnen gezählt. Bei beiden Anlagenarten kann der Benutzer dabei seine Geschwindigkeit durch ein Bremssystem selbst bestimmen.

## Europa

### Deutschland
Gliederung nach Bundesländern, in Bayern zusätzlich in Regierungsbezirke. Stillgelegte und abgebaute Anlagen sind rosa hinterlegt. Georeferenzierung bezieht sich in der Regel auf die Zu-/Ausstiegsstelle.
| Ort (Ortsteil)                          | Lage                                                                    | Typ                          | Bergauf- transport                                                | Länge auf- wärts m | Höhen- unter- schied m | Länge ab- wärts m | von                          | bis               | Name der Bahn                                                                     | Bemerkungen |
| Baden-Württemberg                       | Baden-Württemberg                                                       | Baden-Württemberg            | Baden-Württemberg                                                 | Baden-Württemberg  | Baden-Württemberg      | Baden-Württemberg | Baden-Württemberg            | Baden-Württemberg | Baden-Württemberg                                                                 | Baden-Württemberg |
| --------------------------------------- | ----------------------------------------------------------------------- | ---------------------------- | ----------------------------------------------------------------- | ------------------ | ---------------------- | ----------------- | ---------------------------- | ----------------- | --------------------------------------------------------------------------------- | --- |
| Bühl-Sand                               | Freizeit- und Sportzentrum Mehliskopf ⊙                                 | Alpine Coaster               |                                                                   | 340                |                        | 675               | 2001                         |                   | Mehliskopf-Bob                                                                    | 5 Tunnel, |
| Enzklösterle-Poppeltal                  | Seewald Freizeitpark Enzklösterle ⊙                                     | Wiegand SoRo                 | Schlepplift rückwärts                                             | 600                |                        | 800               | 1979                         |                   | Riesenrutschbahn Poppeltal                                                        | |
| Gutach                                  | Rodelbahn Gutach, Singersbach 4 ⊙                                       | Alpine Coaster               | Lifter                                                            | 300                |                        | 1150              | 2006                         |                   | Schwarzwaldbob Gutach                                                             | |
| Kaisersbach                             | Schwabenpark, Hofwiesen 11                                              | Polybob                      | per Hand                                                          |                    |                        | 350               | vor 19. Apr. 2008 (2 Rillen) | ?                 | Bobbahn Schwabenpark                                                              | ehemalige Länge: 350 m (bis ganz ins Tal), später auf den sehr kurzen Rundkurs gekürzt und zuletzt ganz abgebaut                                                                                         |
| Kaisersbach                             | Schwabenpark, Hofwiesen 11 ⊙                                            | Bobkart                      | -                                                                 | -                  | -                      | 500               | 2000 (halbrunde Wanne)       |                   | Bobkart Schwabenpark                                                              | |
| Kaisersbach                             | Rutschbahn Kaisersbach ⊙                                                | Wiegand SoRo                 | Lifter                                                            | 300                |                        | 420               | 1978                         |                   | Rutschbahn Kaisersbach                                                            | Umbau des Lifters im Winter zum Skilift, 1983 (?) von 300 m auf 420 m verlängert |
| Löffingen                               | Schwarzwaldpark Wildpark 1 ⊙                                            | Bobkart                      | -                                                                 | -                  | -                      | 750               | 1997                         | 2016/17           | Bobkart Schwarzwaldpark                                                           | Nach Parksanierung aufgelassen |
| Löffingen                               | Schwarzwaldpark ⊙                                                       | Wiegand SoRo                 | Lifter                                                            |                    |                        | 365               | 1981                         | 2016/17           | Sommerrodelbahn Schwarzwaldpark                                                   | Nach Parksanierung aufgelassen |
| Meckenbeuren-Liebenau                   | Ravensburger Spieleland, Am Hangenwald 1 ⊙                              | Bobkart                      | -                                                                 | -                  | -                      | 490               | 2004                         |                   | Brio-Metro                                                                        | |
| Oberried                                | Steinwasen-Park, Steinwasen 1 ⊙                                         | Alpine Coaster               | Lifter                                                            |                    |                        |                   | 2014                         |                   | Coasterbahn im Steinwasenpark                                                     | Magnetbremsen, |
| Oberried                                | Steinwasen-Park, Steinwasen 1 ⊙                                         | Bobkart                      | -                                                                 | -                  | -                      | 650               | 1998                         |                   | Spacerunner                                                                       | Strecke ist komplett im Gebäude untergebracht, |
| Oberried                                | Steinwasen-Park, Steinwasen 1 ⊙                                         | Wiegand SoRo (Rutschversion) | Sessellift (Personen), Transportseilbahn (Bobs)                   | -                  | 110                    | 805               | 1979                         |                   | Sommerrodelbahn im Steinwasenpark links                                           | |
| Oberried                                | Steinwasen-Park, Steinwasen 1 ⊙                                         | Wiegand SoRo (Rutschversion) | Sessellift (Personen), Transportseilbahn (Bobs)                   | -                  | 110                    | 805               | 1979                         |                   | Sommerrodelbahn im Steinwasenpark rechts - weitgehend überdacht und regentauglich | |
| Römerstein-Donnstetten                  | Bobbahn & Skilifte Donnstetten, Böhringer Straße 12 ⊙                   | Alpine Coaster               | Lifter                                                            | 290                | 50                     | 770               | 2001                         |                   | Bobbahn Donnstetten                                                               | |
| Sonnenbühl-Erpfingen                    | Freizeitbetriebe Möck, Stettenerstr.44 ⊙                                | Wiegand SoRo (Twinbob)       | Schlepplift vorwärts                                              | 390                | 75                     | 910               | 1977                         |                   | Sommerbobbahn Erpfingen                                                           | 1996/97 Umbau, von 450 m auf 910 m verlängert, Twinbobs eingeführt |
| Todtnau                                 | Hasenhorn-Sessellift, Brandenbergstraße 3 ⊙                             | Alpine Coaster               | Sessellift                                                        | -                  | 350                    | 2700              | 2004                         |                   | Hasenhorn Coaster                                                                 | |
| Westerheim                              | Familienpark Westerheim, Donnstetter Straße ⊙                           | Wiegand SoRo                 | Schlepplift rückwärts                                             |                    |                        | 380               | 1980                         |                   | Sommerrodelbahn Familienpark Westerheim                                           | |
| Bayern                                  |                                                                         |                              |                                                                   |                    |                        |                   |                              |                   |                                                                                   | |
| Schwaben                                |                                                                         |                              |                                                                   |                    |                        |                   |                              |                   |                                                                                   | |
| Bad Wörishofen                          | Allgäu Skyline Park, Im Hartfeld 1 ⊙                                    | Bobkart                      | -                                                                 | -                  |                        | 675               | 2000                         |                   | Bob Racing Skyline Park                                                           | Laut Parkplan evtl. 2022 Abbau/anderes Fahrgeschäft an der Stelle |
| Immenstadt im Allgäu                    | Alpsee Bergwelt, Ratholz 24 ⊙                                           | Alpine Coaster               | Transportseilbahn (Bobs)                                          | -                  | 355                    | 2780              | 2006                         |                   | Alpseecoaster                                                                     | |
| Nesselwang                              | Alpspitzbahn, Alpspitzweg 5 ⊙                                           | Wiegand SoRo                 | Sessellift                                                        | -                  |                        | 966               | 1996                         | 2021              | Sommerrodelbahn Alpspitz                                                          | Abbau 2021, wird durch Coaster ersetzt |
| Nesselwang                              | Alpspitzbahn, Alpspitzweg 5 ⊙                                           | Alpine Coaster               | Lifter                                                            | 680                |                        | 1110              | Dezember 2021                |                   | AlpspitzCOASTER                                                                   | |
| Oberstaufen                             | Hündle Erlebnisbahnen, An der B308 ⊙                                    | Wiegand SoRo (Twinbob)       | Lifter                                                            |                    |                        | 850               | 1998                         |                   | Hündle Sommerrodelbahn                                                            | |
| Oberstdorf-Kornau                       | SöllereckBahn, Wanne 8 ⊙                                                | Alpine Coaster               | Lifter                                                            |                    |                        | 770               | 2005                         |                   | Allgäu Coaster                                                                    | Beifahrer können bei Trockenwetter VR-Brillen ausleihen |
| Schwangau                               | Tegelbergbahn, Tegelbergstraße 33 ⊙                                     | Wiegand SoRo                 | Lifter                                                            |                    | 30                     | 760               | 1997                         |                   | Sommerrodelbahn Tegelberg                                                         | |
| Wertach                                 | Buron-Skilifte, Grüntenseestr. 44 ⊙                                     | Tubing - Bahn                | Lift                                                              |                    |                        | 300               | ?                            |                   | Sommerrodelbahn Wertach "Buron"                                                   | |
| Oberbayern                              |                                                                         |                              |                                                                   |                    |                        |                   |                              |                   |                                                                                   | |
| Bad Tölz, Blomberg                      | Blombergbahn, Am Blomberg 2 ⊙                                           | Alpine Coaster               | Lifter                                                            | 230                | 50                     | 475               | 2008                         |                   | Blomberg-Blitz am Blomberg                                                        | ganzjährig |
| Bad Tölz, Blomberg                      | Blombergbahn, Am Blomberg 2 ⊙                                           | RolbaRun                     | Sessellift                                                        | -                  | 220                    | 1250              | ?                            |                   | Sommerrodelbahn Classic am Blomberg                                               | Nur Sommerbetrieb. |
| Berchtesgaden-Obersalzberg              | Scharitzkehlstraße 6 ⊙                                                  | Wiegand SoRo                 | Lifter                                                            | 210                | ?                      | 392               | 1997                         |                   | Sommerrodelbahn Hochlenzer                                                        | |
| Garmisch-Partenkirchen                  | Goasbichl, Karl-und-Martin-Neuner-Platz 3 ⊙                             | Wiegand SoRo (Twinbobs)      | Lifter                                                            |                    | 41                     | 650               | 1996                         |                   | Goasbichl                                                                         | Umbau 2013 |
| Gmund am Tegernsee                      | Ödberglift, Neureuthstr. 10 ⊙                                           | Braso                        | Schlepplift vorwärts                                              | 500                | 157                    | 870               | 2008 22. Mai                 |                   | Oedbergflitzer                                                                    | |
| Lenggries                               | Untermurbach 22 ⊙                                                       | Braso                        | Schlepplift vorwärts                                              | 760                | 120                    | 840               | 2008 1. Aug.                 |                   | Jaudenhangflitzer                                                                 | |
| Marquartstein                           | Märchen-Erlebnispark, Jägerweg 14 ⊙                                     | Wiegand SoRo                 | per Hand                                                          | 140                |                        | 210               | 1987                         |                   | Sommerrodelbahn Marquartstein                                                     | |
| Oberammergau                            | Kolbensesselbahn, Kolbengasse ⊙                                         | Alpine Coaster               | Sessellift                                                        | -                  | 400                    | 2460              | 2013 19.07.                  |                   | Alpine Coaster Kolbensattel                                                       | |
| Oberaudorf                              | Hocheck Bergbahnen ⊙                                                    | Wiegand SoRo                 | Sessellift                                                        | -                  | ?                      | 1000              | 2003                         |                   | Sommerrodelbahn Hocheck                                                           | |
| Ruhpolding                              | Westenberg ⊙                                                            | Alpine Coaster               | Lifter                                                            | 300                | 78                     | 800               | 2018                         |                   | Chiemgau-Coaster                                                                  | |
| Schliersee                              | Schliersbergalm ⊙                                                       | Schienen- rodelbahn          | Eingebauter Elektromotor, mit Stromschienen auf dem Liftabschnitt | 210                | ?                      | 290               | 1996 oder eher               |                   | Alpenroller Schliersbergalm                                                       | |
| Schliersee                              | Schliersbergalm ⊙                                                       | RolbaRun (ähnlich)           | Gondelbahn                                                        | -                  | 230                    | 950               | ?                            |                   | Sommerrodelbahn Schliersbergalm                                                   | Talabfahrt, 63 Kurven |
| Unterammergau                           | Liftweg 1 ⊙                                                             | Wiegand SoRo (Twinbob)       | Schlepplift vorwärts                                              | 310                | 85                     | 650               | 1998                         |                   | Sommerrodelbahn Steckenberg                                                       | 8 Steilkurven, 3 Tunnel, 2 Jumps |
| Niederbayern                            |                                                                         |                              |                                                                   |                    |                        |                   |                              |                   |                                                                                   | |
| Bischofsmais                            | Geißkopfbahn, Unterbreitenau 3 ⊙                                        | SunnyRoll                    | Sessellift                                                        | -                  | 100                    | 615               | ?                            | 2020              | Sommerrodelbahn Geißkopf                                                          | |
| Bodenmais                               | Silberbergbahn, Barbarastraße 1 ⊙                                       | RolbaRun                     | Sessellift                                                        | -                  | 90                     | 600               | ?                            |                   | Sommerrodelbahn Silberberg                                                        | |
| Bodenmais                               | Silberbergbahn, Barbarastraße 1 ⊙                                       | Alpine Coaster               | Lifter                                                            | 450                |                        | 780               | 2025 6. Juli                 |                   | Silberberg-Coaster                                                                | |
| Grafenau                                | [Er]leben & mehr GmbH, Spitalstraße 44 ⊙                                | Alpine Coaster               | Schlepplift vorwärts                                              | 300                | 102                    | 1250              | 1998                         |                   | Sommerrodelbahn Bärenbob                                                          | 2012 Umbau und Verlängerung |
| Neukirchen (Niederbayern)               | Edelwies Natur- und Freizeitpark, Diessenbach 3 ⊙                       | Alpine Coaster               | Lifter                                                            | 350                |                        | 1050              | 2015                         |                   | Höllencoaster                                                                     | |
| Reisbach                                | Bayern-Park Freizeitparadies, Fellbach 1 ⊙                              | Wiegand SoRo                 | Lifter                                                            | ?                  | ?                      | 350               | 1991                         |                   | Sommerrodelbahn Bayernpark                                                        | |
| Reisbach                                | Bayern-Park Freizeitparadies, Fellbach 1 ⊙                              | Wiegand SoRo (Twinbob)       | Lifter                                                            | ?                  | ?                      | 506               | 2003                         |                   | Twinbob Rodelbahn im Bayernpark                                                   | |
| Riedenburg                              | AltmühlBOB, St. Agatha 6 ⊙                                              | Alpine Coaster               | Lifter                                                            | 330                | 45                     | 670               | 1999                         |                   | Altmühlbob                                                                        | Auf gleichem Gelände besteht seit 2018 die Wellenachterbahn "Speedbob" mit parallelem Lifter |
| Sankt Englmar                           | Egidi-Buckel-Rodelparadies, Grün 10 ⊙                                   | Alpine Coaster               | Lifter                                                            | 320                | 60                     | 1000              | 2008 10. Mai                 |                   | Bayerwald-Coaster                                                                 | |
| Sankt Englmar                           | Egidi-Buckel-Rodelparadies, Grün 10 ⊙                                   | Wiegand SoRo (Twinbob)       | Lifter                                                            | 320                | 100                    | 890               | 1997                         |                   | Bayerwald-Bob                                                                     | |
| Schönau (Rottal)                        | Erlebniswelt Voglsam, Voglsam 1 ⊙                                       | Bobkart                      | -                                                                 | -                  |                        | 570               | 2006                         |                   | Bobrodelbahn in der Erlebniswelt Voglsam                                          | Umzug der Bahn aus dem Pfiff Erlebnispark |
| Oberpfalz                               |                                                                         |                              |                                                                   |                    |                        |                   |                              |                   |                                                                                   | |
| Hirschau                                | Monte Kaolino, Dienhof 26 ⊙                                             | Alpine Coaster               | Lifter                                                            | 250                | 120                    | 845               | 2008 23. Sept.               |                   | Monte Coaster                                                                     | |
| Mitterteich                             | Skilifte, Großbüchlberg 31 ⊙                                            | Wiegand SoRo                 | Lifter                                                            | 350                | 65                     | 760               | 1991                         |                   | Sommerrodelbahn Großbüchlberg                                                     | |
| Neukirchen beim Heiligen Blut           | Hohenbogenbahn, Liftstraße 2 ⊙                                          | SunnyRoll                    | Sessellift                                                        | -                  | 120                    | 750               | 1982                         |                   | Sommerrodelbahn Hohenbogen                                                        | |
| Stadlern                                | Skizentrum Reichenstein, Skizentrum 1 ⊙                                 | Wiegand SoRo                 | Schlepplift                                                       |                    | 80                     | 510               | 1984                         | 2005              | Sommerrodelbahn Reichenstein                                                      | Konkurs des Skizentrums Ende 2005 [-] |
| Oberfranken                             |                                                                         |                              |                                                                   |                    |                        |                   |                              |                   |                                                                                   | |
| Bischofsgrün                            | Seilbahnen Ochsenkopf, Talstation Nord, Fröbershammer 27 ⊙              | Wiegand SoRo                 | Sessellift                                                        | -                  | 140                    | 1002              | 1979                         |                   | Sommerrodelbahn Bischofsgrün                                                      | |
| Bischofsgrün                            | Seilbahnen Ochsenkopf, Talstation Nord, Fröbershammer 27 ⊙              | Alpine Coaster               | Lifter                                                            | 700                | 140                    | 1000              | 2015                         |                   | Ganzjahresrodelbahn Alpine Coaster Bischofsgrün                                   | |
| Kronach-Fröschbrunn                     | Zum Fröschbrunna, Fröschbrunn 3 ⊙                                       | Alpine Coaster               | Lifter                                                            | 250                | 60                     | 610               | 2000                         |                   | Sommer- und Winterrodelbahn Kronach                                               | |
| Plech                                   | Fränkisches Wunderland Zum Herrlesgrund 13 ⊙                            | Polybob                      | per Hand                                                          | ?                  | ?                      | 400               | ?                            | 2014              | Sommerrodelbahn Fränkisches Wunderland                                            | seit 2014 wegen Modernisierung/Umbau geschlossen, „Lost Place“ |
| Pottenstein                             | An der B 470, beim Felsenbad ⊙                                          | Alpine Coaster               | Lifter                                                            | 250                | 70                     | 1000              | 2003 3. Juni                 |                   | Gelber Frankenbob                                                                 | |
| Pottenstein                             | An der B 470, beim Felsenbad ⊙                                          | Wiegand SoRo                 | Lifter                                                            | 250                | 70                     | 1160              | 1997 30. März                |                   | Roter Frankenrodel                                                                | |
| Mittelfranken                           |                                                                         |                              |                                                                   |                    |                        |                   |                              |                   |                                                                                   | |
| Pleinfeld                               | Schloss-Straße 19 ⊙                                                     | Wiegand SoRo                 | Schlepplift rückwärts                                             | 270                | 65                     | 440               | 1980                         |                   | Sommerrodelbahn Pleinfeld links                                                   | zwei separate Bahnen mit gemeinsamem Lift |
| Pleinfeld                               | Schloss-Straße 19 ⊙                                                     | Wiegand SoRo                 | Schlepplift rückwärts                                             | 270                | 65                     | 460               | 1980                         |                   | Sommerrodelbahn Pleinfeld rechts                                                  | zwei separate Bahnen mit gemeinsamem Lift |
| Vestenbergsgreuth                       | Greuther Keller, Dutendorferstrasse 24 ⊙                                | Alpine Coaster               | Lifter                                                            | ?                  | ?                      | 360               | 2003                         |                   | Sommerrodelbahn Vestenbergsgreuth                                                 | |
| Berlin                                  |                                                                         |                              |                                                                   |                    |                        |                   |                              |                   |                                                                                   | |
| Berlin                                  | Blumberger Damm 40 ⊙                                                    | Rollbob der Fa. Hacksteiner  | Lifter                                                            | 270                | 35                     | 500               | 2017                         |                   | Natur-Bobbahn Berlin realisiert im Zuge der IGA Berlin 2017                       | Panorama-Kreisel mit zwei Runden, Zwischenlifter |
| Brandenburg                             |                                                                         |                              |                                                                   |                    |                        |                   |                              |                   |                                                                                   | |
| Bad Saarow-Petersdorf                   | Am Fuchsbau 7 ⊙                                                         | Alpine Coaster               | 2 Lifter                                                          | 350                | 52                     | 650               | 2010 1. Mai                  |                   | Scharmützel-Bob                                                                   | |
| Groß Pankow (Prignitz)-Groß Woltersdorf | Wahrberge-Verein, Am Märchenwald 5 ⊙                                    | Lindgren Sommerrodelbahn     | ?                                                                 | ?                  | ?                      | 110               | 2012 2. Juni                 |                   | Sommerrodelbahn Groß Woltersdorf                                                  | |
| Teichland-Neuendorf                     | Erlebnispark Teichland ⊙                                                | Wiegand SoRo                 | Lifter                                                            | 300                | 28                     | 603               | 2008 25. Mai                 |                   | Sommerrodelbahn Teichland                                                         | |
| Hessen                                  |                                                                         |                              |                                                                   |                    |                        |                   |                              |                   |                                                                                   | |
| Biedenkopf                              | Freizeitgelände Sackpfeife ⊙                                            | RolbaRun                     | Sessellift                                                        | -                  | ?                      | 480               | ?                            | 2020?             | Sommerrodelbahn auf der Sackpfeife                                                | Anlage seit 2020 coronabedingt geschlossen, mittlerweile Lift defekt und Rodelbahn baufällig. |
| Frielendorf                             | Silbersee, Am Silbersee 1 ⊙                                             | Alpine Coaster               | Lifter                                                            | 210                | ?                      | 613               | 2000                         |                   | Silberseebob                                                                      | |
| Gersfeld                                | Wasserkuppe ⊙                                                           | Alpine Coaster               | Lifter                                                            | 470                | 105                    | 1000              | 1997                         |                   | Rhönbob                                                                           | erste jemals gebaute Alpine Coaster |
| Gersfeld                                | Wasserkuppe ⊙                                                           | Wiegand SoRo (Rutschversion) | Schlepplift rückwärts                                             | 480                | 105                    | 700               | 1989                         |                   | Sommerrodelbahn Wasserkuppe links                                                 | |
| Gersfeld                                | Wasserkuppe ⊙                                                           | Wiegand SoRo (Rutschversion) | Schlepplift rückwärts                                             | 480                | 105                    | 700               | 1975                         |                   | Sommerrodelbahn Wasserkuppe rechts                                                | |
| Schotten                                | Hoherodskopf ⊙                                                          | Wiegand SoRo (Rollversion)   | Lifter                                                            | 300                | 50                     | 750               | 1980                         |                   | Sommerrodelbahn Hoherodskopf                                                      | Bergtransport fand früher mit dem über der Liftertrasse verlaufenden Skilift statt. |
| Steinau an der Straße                   | Erlebnispark Steinau an der Straße, Thalhof 1 ⊙                         | Wiegand SoRo                 | Lifter                                                            | 335                | ?                      | 515               | 1995                         |                   | Spessart-Flitzer                                                                  | |
| Waldeck-Nieder-Werbe                    | Unter dem Hagen 1 ⊙                                                     | Wiegand SoRo                 | Lifter                                                            | 245                | ?                      | 680               | 1997                         |                   | Sommerrodelbahn Edersee                                                           | |
| Wald-Michelbach                         | Sommerrodelbahn Kreidacher Höhe 1 ⊙                                     | Alpine Coaster               | Lifter                                                            | 360                | 80                     | 1000              | 2010 2. Juni                 |                   | Odenwaldbob Nibelungenblitz                                                       | Erste Bahn mit Wirbelstrombremse als Ersatz für die bisherigen Fliehkraftbremsen. |
| Willingen                               | Schwalefelder Straße 5 ⊙                                                | Wiegand SoRo                 | Schlepplift vorwärts                                              | 250                | 50                     | 650               | 1997                         |                   | Sommerrodelbahn Willingen                                                         | auch bei Nässe in Betrieb |
| Mecklenburg-Vorpommern                  |                                                                         |                              |                                                                   |                    |                        |                   |                              |                   |                                                                                   | |
| Bad Doberan                             | Stülower Weg 70 ⊙                                                       | Wiegand SoRo                 | Lifter                                                            | 200                | 40                     | 500               | 2013 18. Aug.                |                   | Sommerrodelbahn Bad Doberan                                                       | |
| Bergen auf Rügen                        | Rugardweg 7 ⊙                                                           | Alpine Coaster               | Lifter                                                            | 285                | 27                     | 415               | 2005                         |                   | Inselrodelbahn Bergen                                                             | |
| Burg Stargard                           | Rosenstr. 1 a ⊙                                                         | Wiegand SoRo                 | Lifter                                                            | 120                | 30                     | 500               | 1999                         |                   | Sommerrodelbahn Burg Stargard                                                     | |
| Gülzow-Prüzen, Mühlengeez               | Pfiff Erlebnispark (früher: Salzberger Erlebnispark), Leute Wiese 12 ⊙  | Bobkart                      | -                                                                 | -                  |                        | 550               | 1994                         | 2005 oder früher  | Bobkart im Pfiff Erlebnispark                                                     | erste jemals gebaute Bobkartbahn, Park wurde geschlossen, Umzug 2006 in die Erlebniswelt Voglsam |
| Malchow                                 | Karower Chaussee 6 ⊙                                                    | Wiegand SoRo                 | Lifter                                                            | 270                | 30                     | 530               | 2001                         |                   | Sommerrodelbahn Malchow                                                           | |
| Niedersachsen                           |                                                                         |                              |                                                                   |                    |                        |                   |                              |                   |                                                                                   | |
| Bodenwerder                             | Allwetter-Sommer-Rodelbahn, Grüne Schleite 1 ⊙                          | Alpine Coaster               | Lifter                                                            | 350                | 60                     | 600               | 1999                         |                   | Sommerrodelbahn Bodenwerder                                                       | |
| Friesoythe-Thüle                        | Tier- und Freizeitpark Thüle Über dem Worberg 1 ⊙                       | Bobkart                      | -                                                                 | -                  | -                      | 570               | 2006                         |                   | Bobkart im Tier- und Freizeitpark Thüle                                           | |
| Goslar-Hahnenklee                       | Bergstation der Gondelbahn ⊙                                            | Alpine Coaster               | Lifter                                                            | ?                  | ?                      | 1125              | 2012 6. Juli                 |                   | BocksBergBob                                                                      | |
| Osnabrück                               | Kaffeehaus und Märchenpark Schölerberg                                  | historische Rodelbahn        | Transportseilbahn (Bob), zu Fuß (Personen)                        | -                  | 25                     | 130               | 1953                         | 1972              | Sommerrodelbahn Schölerberg                                                       | 2014 ist der Startturm im Wald auffindbar [-] |
| Osnabrück                               | Zoo Osnabrück, Klaus-Strick-Weg 12                                      | historische Rodelbahn        |                                                                   | -                  |                        |                   | 1977                         | 2000 ?            | Sommerrodelbahn Zoo Osnabrück                                                     | 2003/2004 musste die Bahn der neuen Samburu-Anlage weichen, |
| Salzhemmendorf                          | Rasti-Land, Quanthofer Str. 9                                           | Polybob                      | per Hand                                                          |                    |                        |                   | ?                            | 2008?             | Polybob im Rasti-Land                                                             | lange Zeit stillgelegt, nicht abgebaut, 2007 Anschaffung neuer Bobs. Standort mittlerweile anderweitig überbaut.                                                                                         |
| Salzhemmendorf                          | Rasti-Land, Quanthofer Str. 9 ⊙                                         | Bobkart                      | -                                                                 | -                  | -                      | 480               | 1998                         |                   | Blizzard im Rasti-Land                                                            | |
| Sankt Andreasberg                       | Alberti-Lift, Matthias-Schmidt-Berg 4 ⊙                                 | RolbaRun                     | Sessellift                                                        | -                  | 130                    | 550               | ?                            |                   | Sommerrodelbahn Sankt Andreasberg                                                 | |
| Surwold                                 | Freizeitanlage Surwolds Wald ⊙                                          | Wiegand SoRo                 | Lifter                                                            | ?                  | ?                      | 230               | 1981                         |                   | Sommerrodelbahn Surwold                                                           | |
| Uetze                                   | Erse-Park, Abbeile 2 ⊙                                                  | Bobkart                      | -                                                                 | -                  | -                      | 420               | 2001                         |                   | Bobkart im Ersepark                                                               | |
| Wingst                                  | Spiel- und Sportpark Wingst, Schwimmbadallee 10 a ⊙                     | Wiegand SoRo                 | Lifter                                                            | 80                 | ?                      | 420               | 1992                         |                   | Sommerrodelbahn Wingst                                                            | |
| Nordrhein-Westfalen                     |                                                                         |                              |                                                                   |                    |                        |                   |                              |                   |                                                                                   | |
| Bestwig-Wasserfall                      | Fort Fun Abenteuerland, Aurorastrasse ⊙                                 | RolbaRun                     | Sessellift                                                        | -                  | 168                    |                   | 2001 oder früher             | 2004              | Power Slide links Fort Fun                                                        | Erste Anlage dieses Typs, entwickelt vom Besitzer zusammen mit Mannesmann-Demag Fördertechnik, Ersatz 2005 durch den Alpine Coaster Trapper Slider                                                       |
| Wasserfall                              | Fort Fun Abenteuerland                                                  | RolbaRun                     | Sessellift                                                        | -                  | 168                    |                   | 2001 oder früher             | 2004              | Power Slide rechts Fort Fun                                                       | Erste Anlage dieses Typs, entwickelt vom Besitzer zusammen mit Mannesmann-Demag Fördertechnik Ersatz 2005 durch den Alpine Coaster Trapper Slider                                                        |
| Bestwig-Wasserfall                      | Fort Fun Abenteuerland, Aurorastrasse ⊙                                 | Alpine Coaster               | Lifter                                                            | 495                | 168                    | 1280              | 2005                         |                   | Trapper Slider im Fort Fun                                                        | Foto- und Videoanlage, ersetzte die doppelte RolbaRun-Bahn |
| Brüggen                                 | Natur- und Tierpark Brüggen, Brachter Straße 98 ⊙                       | Polybob                      | per Hand                                                          | ?                  | ?                      | 90                | ?                            | 2018?             | Sommerrodelbahn Natur- und Tierpark Brüggen                                       | letzter bekannter, noch in Betrieb befindliche Polybob. Im Park-Flyer 2019 nicht mehr aufgeführt. |
| Bottrop                                 | alpincenter Bottrop, Prosperstr. 299–301 ⊙                              | Alpine Coaster               | Lifter                                                            | 240                | 80                     | 720               | 2009 29.04                   | 2021              | Alpinecoaster am AlpinCenter                                                      | Wegen Umbau/Neugestaltung vorauss. bis Mitte 2023 geschlossen |
| Haltern am See                          | Ketteler Hof ⊙                                                          | Wiegand SoRo                 | Lifter                                                            | ?                  | ?                      | 280               | 1983                         |                   | Sommerrodelbahn im Ketteler Hof                                                   | |
| Ibbenbüren                              | Münsterstrasse 256 ⊙                                                    | historische Sommerrodelbahn  | Transportseilbahn (Schlitten)                                     | -                  |                        | 120               | 1926                         |                   | Sommerrodelbahn Ibbenbüren                                                        | |
| Kirchhundem                             | Panorama-Park Sauerland, Rinsecker Straße 100 ⊙                         | RolbaRun                     | Transmobilbahn, Personen wahlweise auch Sessellift                |                    |                        |                   | ?                            | ?                 | Panoramapark Superrutschbahn links                                                | Abbau 2006 |
| Kirchhundem                             | Panorama-Park Sauerland, Rinsecker Straße 100 ⊙                         | RolbaRun                     | Transmobilbahn, Personen wahlweise auch Sessellift                |                    |                        |                   | ?                            | ?                 | Panoramapark Superrutschbahn rechts                                               | Abbau 2006 |
| Kirchhundem                             | Panorama-Park Sauerland, Rinsecker Straße 100 ⊙                         | Wiegand SoRo                 | Lifter seit 2020; bis 2019: Schlepplift vorwärts                  | 90                 | 400                    | 1250              | 1983 01.04.                  |                   | Fichtenflitzer                                                                    | |
| Mechernich-Kommern                      | Eifeltor Erlebniswelt ⊙                                                 | Wiegand SoRo                 | Lifter                                                            |                    | ?                      | 490               | 1997                         |                   | Sommerrodelbahn Eifeltor Erlebniswelt                                             | |
| Monschau-Rohren                         | Sommer- und Wintersportzentrum, Rödchenstr. 37 ⊙                        | Wiegand SoRo                 | Schlepplift rückwärts                                             | 500                | ?                      | 751               | 1977                         | 2017              | Sommerbobbahn Monschau-Rohren                                                     | |
| Olfen                                   | Freizeitpark Gut Eversum, Eversumer Str. 77                             | RolbaRun                     | per Hand                                                          |                    |                        | 60                | ?                            | 2014 iB           | Sommerrodelbahn (1) im Gut Eversum                                                | |
| Olfen                                   | Freizeitpark Gut Eversum, Eversumer Str. 77                             | RolbaRun                     | per Hand                                                          |                    |                        | 60                | ?                            | 2014 iB           | Sommerrodelbahn (2) im Gut Eversum                                                | |
| Olfen                                   | Freizeitpark Gut Eversum, Eversumer Str. 77                             | RolbaRun                     | per Hand                                                          |                    |                        | 60                | ?                            | 2014 iB           | Sommerrodelbahn (3) im Gut Eversum                                                | |
| Olfen                                   | Freizeitpark Gut Eversum, Eversumer Str. 77                             | RolbaRun                     | per Hand                                                          |                    |                        | 60                | ?                            | 2014 iB           | Sommerrodelbahn (4) im Gut Eversum                                                | |
| Olfen                                   | Freizeitpark Gut Eversum, Eversumer Str. 77                             | RolbaRun                     | per Hand                                                          |                    |                        | 60                | ?                            | 2014 iB           | Sommerrodelbahn (5) im Gut Eversum                                                | |
| Olfen                                   | Freizeitpark Gut Eversum, Eversumer Str. 77                             | RolbaRun                     | per Hand                                                          |                    |                        | 60                | ?                            | 2014 iB           | Sommerrodelbahn (6) im Gut Eversum                                                | |
| Olsberg-Bruchhausen                     | Erlebnisberg Sternrodt, Am Medebach 98 ⊙                                | Alpine Coaster               | Lifter                                                            | 300                | 90                     | 800               | 2002                         |                   | Bergrodelbahn Sternrodler                                                         | Flutlicht |
| Winterberg                              | Kappe (Nähe Bobbahn) ⊙                                                  | Wiegand SoRo                 | Lifter                                                            | 200                | ?                      | 502               | 1998                         |                   | Sommerrodelbahn Winterberg                                                        | |
| Winterberg                              | In der Büre 54 (neben der Talstation Skilift Astenstraße) ⊙             | Braso                        | Lifter                                                            | 200                |                        | 400               | 2019                         |                   | Herrloh Blitz Mountain Coaster                                                    | |
| Winterberg                              | In der Büre 25 (gegenüber der Talstation Skilift Astenstraße) ⊙         | Alpine Coaster               | Lifter                                                            | 200                |                        | 400               | 2018                         |                   | Schanzen Wirbel Alpin Coaster                                                     | |
| Rheinland-Pfalz                         |                                                                         |                              |                                                                   |                    |                        |                   |                              |                   |                                                                                   | |
| Altenahr                                | Am Rossberg ⊙                                                           | Wiegand SoRo                 | Lifter                                                            | 200                | ?                      | 400               | 1983                         |                   | Sommerrodelbahn Altenahr                                                          | |
| Bornich                                 | Loreley-Bob, Auf der Loreley ⊙                                          | Wiegand SoRo                 | Lifter                                                            | 400                | ?                      | 625               | 2013                         |                   | Sommerrodelbahn Loreley                                                           | |
| Daun                                    | Wild- & Erlebnispark Daun ⊙                                             | Wiegand SoRo (Rollversion)   | Schlepplift vorwärts                                              | 285                | ?                      | 515               | 1982                         |                   | Sommerrodelbahn Daun                                                              | |
| Gackenbach                              | Wild- und Freizeitpark ⊙                                                | RolbaRun                     | Transmobilbahn                                                    | 300                | ?                      | 400               | ?                            |                   | Sommerrodelbahn Gackenbach                                                        | Gefälle 20–24 % |
| Gondorf                                 | Eifelpark, Weißstr. 12                                                  | RolbaRun                     | Transmobilbahn                                                    |                    |                        |                   | ?                            | 2005              | Sommerrodelbahn Eifelpark links                                                   | 2006 Ersatz durch Eifelcoaster |
| Gondorf                                 | Eifelpark, Weißstr. 12                                                  | RolbaRun                     | Transmobilbahn                                                    |                    |                        |                   | ?                            | 2005              | Sommerrodelbahn Eifelpark rechts                                                  | 2006 Ersatz durch Eifelcoaster |
| Gondorf                                 | Eifelpark, Weißstr. 12 ⊙                                                | Alpine Coaster               | Lifter                                                            |                    | ?                      | 765               | 2006                         |                   | Eifel-Coaster                                                                     | Ersetzte die alte Doppel-Sommerrodelbahn. Sowohl an der Tal- als auch an der Bergstation sind Ein- und Ausstiegsstation vorhanden, Anlage wird auch als Bergauf-Transportmittel für Parkbesucher genutzt |
| Riol                                    | Becker Freizeitsee, Moselstraße 13 ⊙                                    | Alpine Coaster               | Lifter                                                            | 480                | ?                      | 1075              | 2010 5. Juni                 |                   | Mosel Bob am Triolago                                                             | |
| Saarburg                                | In den Urlaub 9 ⊙                                                       | Wiegand SoRo                 | 2 Lifter                                                          | 215                | 36                     | 530               | 2001                         |                   | Saar-Rodel                                                                        | |
| Thalfang                                | Wintersportzentrum Erbeskopf ⊙                                          | Braso                        | Schlepplift vorwärts                                              | 609                | 106                    | 747               | 2005                         |                   | Sommerrodelbahn Erbeskopf                                                         | |
| Wachenheim an der Weinstraße            | Kurpfalzpark ⊙                                                          | Alpine Coaster               | Lifter                                                            | 130                | 60                     | 503               | 2010 Mai                     |                   | Kurpfalz-Coaster im Kurpfalzpark                                                  | |
| Wachenheim an der Weinstraße            | Kurpfalzpark ⊙                                                          | Wiegand SoRo                 | Lifter                                                            | 130                | 60                     | 460               | 1984                         |                   | Rotsteigflitzer im Kurpfalzpark                                                   | |
| Saarland                                |                                                                         |                              |                                                                   |                    |                        |                   |                              |                   |                                                                                   | |
| Nonnweiler, Braunshausen                | Freizeit- und Wintersportzentrum Peterberg, Peterbergstraße 44          | RolbaRun                     | Sessellift                                                        |                    | 150                    |                   | ?                            | 1994              | Superrutschbahn Peterberg                                                         | 1995 durch die neue Sommerrodelbahn ersetzt. |
| Nonnweiler, Braunshausen                | Freizeit- und Wintersportzentrum Peterberg, Peterbergstraße 44 ⊙        | Wiegand SoRo (Twinbob)       | Lifter                                                            | 800                | 150                    | 1000              | 1995                         |                   | Sommerrodelbahn Peterberg                                                         | Bis 2003 erfolgte der Bergtransport der klappbaren Schlitten (Rutschversion) mit der Sesselbahn. Seit 2003 ist der Lifter in Betrieb und Umstellung der Anlage auf Twinbobs                              |
| Sachsen                                 |                                                                         |                              |                                                                   |                    |                        |                   |                              |                   |                                                                                   | |
| Altenberg                               | bei den Skiliften, Am Skihang 1 ⊙                                       | Wiegand SoRo                 | Lifter                                                            | 400                | 60                     | 1000              | 1994                         |                   | Sommerrodelbahn Altenberg                                                         | |
| Augustusburg                            | Freizeitzentrum Rost´s Wiesen ⊙                                         | Wiegand SoRo                 | Lifter                                                            | 100                | ?                      | 480               | 1993                         |                   | Sommerrodelbahn Augustusburg                                                      | Flutlicht, |
| Callenberg                              | Stausee Oberwald ⊙                                                      | Wiegand SoRo                 | Lifter                                                            | 133                | 20                     | 375               | 2003                         |                   | Sommerrodelbahn Callenberg                                                        | |
| Eibenstock                              | Bergstraße 7 ? ⊙                                                        | Alpine Coaster               | Lifter                                                            | 130                | 70                     | 860               | 2000                         |                   | Bobbahn Eibenstock                                                                | |
| Gelenau/Erzgeb.                         | Kemtauer Straße ⊙                                                       | Alpine Coaster               | Lifter                                                            | 170                | 40                     | 580               | 2000                         |                   | Sommerrodelbahn Gelenau                                                           | |
| Klingenthal                             | Floßgrabenweg 1 ⊙                                                       | Wiegand SoRo                 | Lifter                                                            | 254                | 45                     | 800               | 1993                         |                   | Sommerrodelbahn Mühlleiten                                                        | |
| Kohren-Sahlis                           | Am Bahndamm ⊙                                                           | Wiegand SoRo                 | Lifter                                                            | 247                | 32                     | 524               | 2001                         |                   | Sommerrodelbahn Kohren-Sahlis                                                     | |
| Oberwiesenthal                          | Vierenstr. 3c ⊙                                                         | Wiegand SoRo                 | Lifter                                                            | ?                  | 39                     | 540               | 1992                         |                   | Sommerrodelbahn Oberwiesenthal                                                    | Zeitmessanlage und Fotoanlage |
| Oderwitz                                | Spitzbergstraße 4a ⊙                                                    | Wiegand SoRo                 | Lifter                                                            | 307                | 39,4                   | 587               | 1995                         |                   | Sommerrodelbahn Oberoderwitz                                                      | Flutlicht- und Fotoanlage, auch Regenbetrieb, [www.rodelbahn-sachsen.de] |
| Seiffen                                 | Bahnhofstraße 18 b ⊙                                                    | Wiegand SoRo                 | Lifter                                                            | 175                | ?                      | 733               | 1993                         |                   | Sommerrodelbahn Seiffen                                                           | |
| Torgau                                  | Freizeitpark Hartenfels, Turnierplatzweg ⊙                              | Wiegand SoRo                 | per Hand ?                                                        | ?                  | ?                      | 187               | 1999                         |                   | Sommerrodelbahn Torgau                                                            | [-] |
| Sachsen-Anhalt                          |                                                                         |                              |                                                                   |                    |                        |                   |                              |                   |                                                                                   | |
| Eckartsberga                            | Burgstraße 3 ⊙                                                          | Wiegand SoRo                 | Lifter                                                            | 250                | 45                     | 600               | 1996                         |                   | Sommerrodelbahn Eckartsberga                                                      | |
| Magdeburg                               | Elbauenpark Tessenowstraße 5a ⊙                                         | Wiegand SoRo                 | Lifter                                                            | 150                | ?                      | 460               | 1999                         |                   | Sommerrodelbahn im Elbauenpark                                                    | |
| Petersberg                              | Alte Hallesche Straße 15a ⊙                                             | Alpine Coaster               | Lifter                                                            | 230                | 35                     | 470               | 2002                         |                   | Rodelbahn Petersberg                                                              | Zeitmessanlage |
| Sangerhausen-Wippra                     | Am Wolfstal ⊙                                                           | Alpine Coaster               | Lifter                                                            | 250                | 60                     | 1000              | 1999                         |                   | Sommer- und Winterrodelbahn Wippra                                                | |
| Thale                                   | Hexentanzplatz ⊙                                                        | Alpine Coaster               | Lifter                                                            | 200                | 55                     | 784               | 2000                         |                   | Harzbob                                                                           | |
| Weißenfels-Leißling                     | Nähe „Schöne Aussicht“ ⊙                                                | Alpine Coaster               | 2 Lifter                                                          | 240                | 34                     | 560               | 2001                         |                   | Allwetterrodelbahn Weißenfels                                                     | 2 Jumps, 1 Tunnel |
| Wernigerode-Schierke                    | Hagenstraße 6 ⊙                                                         | Alpine Coaster               | 2 Lifter                                                          | ?                  | ?                      | 341               | 2008                         |                   | Brockencoaster                                                                    | |
| Schleswig-Holstein                      |                                                                         |                              |                                                                   |                    |                        |                   |                              |                   |                                                                                   | |
| Tolk                                    | Tolk-Schau ⊙                                                            | Wiegand SoRo                 | Lifter                                                            | 260                | ?                      | 440               | 2000                         |                   | Sommerrodelbahn Tolkschau                                                         | nur Talwärtsfahrten, die Schlitten werden leer vom Lifter nach oben befördert. |
| Thüringen                               |                                                                         |                              |                                                                   |                    |                        |                   |                              |                   |                                                                                   | |
| Dittrichshütte                          | Panorama 1 ⊙                                                            | Alpine Coaster               | Lifter                                                            | 373                | 42                     | 627               | 2000                         | 2018              | Alpine Coaster Dittrichshütte                                                     | Insolvenz, Anlage aufgelassen |
| Eisfeld-Waffenrod                       | Freizeit- und Veranstaltungspark Restaurant Bergbaude, Zum Burgberg 1 ⊙ | Wiegand SoRo                 | Lifter                                                            | ?                  | ?                      | 530               | 1992                         |                   | Sommerrodelbahn Feriendorf Auenland                                               | |
| Ilmenau                                 | Rennschlittenbahn Am Floßberg ⊙                                         | Rennrodelbahn                |                                                                   | -                  | ?                      | 460               | 1989 7. Okt.                 |                   | Rennschlittenbahn Wolfram Fiedler                                                 | Bahn kann im Winter bei entsprechenden Temperaturen vereist und zum Rennrodeln genutzt werden |
| Inselsberg                              | Sommerrodelbahn Inselberg ⊙                                             | Wiegand SoRo                 | Lifter                                                            | 400                | 65                     | 1000              | 1992                         |                   | Sommerrodelbahn Inselsberg                                                        | |
| Lauscha-Ernstthal am Rennsteig,         | Sommerrodelbahn und Skilift, Lauschaer Str.41 ⊙                         | Wiegand SoRo                 | Schlepplift rückwärts                                             | 520                | 114                    | 750               | 1993                         |                   | Sommerrodelbahn Ernstthal                                                         | |
| Ruhla                                   | Erlebnis-Arena-Ruhla, Karolinenstraße ⊙                                 | Braso                        | Lifter                                                            | 325                | 111                    | 820               | 2009 5. Mai                  |                   | Erlebnisrodelbahn Ruhla                                                           | |
| Saalburg-Ebersdorf-Saalburg             | Am Kulmberg 1a ⊙                                                        | Wiegand SoRo                 | Lifter                                                            | ?                  | ?                      | 520               | 1999                         |                   | Sommerrodelbahn Saalburg                                                          | |
| Straußberg                              | Affenwald und Rodelbahn Straußberg, Unterer Straußberg 6 ⊙              | Wiegand SoRo                 | Lifter                                                            | 210                | ?                      | 550               | 1993                         |                   | Speedride Sommerrodelbahn                                                         | |

### Österreich
Gegliedert nach: Bundesland, Ort. Stillgelegte und abgebaute Anlagen sind rosa hinterlegt.
| Ort (Ortsteil)                            | Lage                                                                | Typ                                      | Bergauf- transport                                           | Länge auf- wärts m | Höhen- unter- schied m | Länge ab- wärts m | von               | bis          | Name der Bahn                               | Bemerkungen |
| Kärnten                                   | Kärnten                                                             | Kärnten                                  | Kärnten                                                      | Kärnten            | Kärnten                | Kärnten           | Kärnten           | Kärnten      | Kärnten                                     | Kärnten |
| ----------------------------------------- | ------------------------------------------------------------------- | ---------------------------------------- | ------------------------------------------------------------ | ------------------ | ---------------------- | ----------------- | ----------------- | ------------ | ------------------------------------------- | --- |
| Afritz am See                             | Talstation, Millstätter Bundesstraße 3 ⊙                            | RolbaRun                                 | Sessellift                                                   | -                  | 197                    | 1000 bzw. 1100 ?  |                   | 2011 Ende    | Sommerrodelbahn am Verditz                  | Stilllegung, da die Konzession des zugehörigen Sessellifts ablief.                                                 |
| Eberndorf                                 | Buchhalm 71 ⊙                                                       | SunnyRoll                                | Schlepplift rückwärts                                        | 480                |                        | 1200              | 1983              | 2017         | Sommerrodelbahn Eberndorf                   | Wurde rückgebaut.                                                                                                  |
| Finkenstein am Faaker See, Altfinkenstein | Baumgartner Höhe, Altfinkenstein 6 ⊙                                | Wiegand SoRo                             | Schlepplift                                                  |                    |                        | 600               | 1978              | 2006         | Sommerrodelbahn Faaker See Baumgartner Höhe | Abbau 2006 |
| Hermagor-Pressegger See                   | Sonnenalpe Nassfeld ⊙                                               | Braso                                    | Gondelbahn                                                   | -                  | 329                    | 1920              | 2007 19. Juli     |              | Pendolino Sommerrodelbahn Nassfeld          | |
| Hochrindl                                 | Oberdörfl 4                                                         | SunnyRoll                                | Schlepplift                                                  | 861                | 120                    | 1100              |                   | 2006         | Sommerrodelbahn Hochrindl                   | 2 Tunnel, Bahn ist seit 2007 geschlossen                                                                           |
| Katschberg (an der Grenze zu Salzburg)    | 9863, Katschbergbahnen GmbH, Ski-Schul-Hang ⊙                       | Braso                                    | Schlepplift                                                  | 270                |                        |                   | Juni 2015         |              | Katschi’s Goldfahrt                         | Kinder ab 7 dürfen alleine fahren                                                                                  |
| Bad Kleinkirchheim                        | Schneerosenweg ⊙                                                    | Hacksteiner/Mountain-Innovations Rollbob | Lifter                                                       | 600                | 180                    | 800               | 2020              |              | Kaiserburg Bob                              | |
| Moosburg                                  | Kreggab 1 ⊙                                                         | RolbaRun                                 | Schlepplift rückwärts                                        | 190                | 50                     | 435               | 1980              |              | Sommerrodelbahn Moosburg                    | |
| Ossiach                                   | Ostriach 126 ⊙                                                      | Wiegand SoRo                             | Schlepplift rückwärts                                        | 230                | 100                    | 650               | 1981              |              | Sommerrodelbahn Ossiach                     | 2 Parallelbahnen, ein gemeinsamer Lift                                                                             |
| Turracher Höhe; Steiermark und Kärnten    | Bergbahnen Turracher Höhe, A-8864 Turracher Höhe 178                | Einschienen- rodelbahn                   | Sessellift                                                   | -                  |                        |                   |                   | 2006 Ende    | Sommerrodelbahn Turracher Höhe              | Ersatz durch den Nocky Flitzer                                                                                     |
| Turracher Höhe; Steiermark und Kärnten    | Bergbahnen Turracher Höhe, A-8864 Turracher Höhe 178 ⊙              | Alpine Coaster                           | Transportseilbahn (Bobs), Sessellift / Gondelbahn (Personen) | -                  | 185                    | 1580              | 2007 15. Aug.     |              | Nocky Flitzer                               | zweite Parallelbahn vorgesehen                                                                                     |
| Wolfsberg-Klippitztörl                    | Klippitztörl ⊙                                                      | Braso                                    | Sessellift                                                   | -                  | 260                    | 1400              | 2004              |              | Sommerrodelbahn Klippitztörl                | Maximalgefälle 43,5 %,                                                                                             |
| Niederösterreich                          |                                                                     |                                          |                                                              |                    |                        |                   |                   |              |                                             | |
| Semmering                                 | Zauberberg - Hirschenkogel ⊙                                        | Mountain Bob                             | Lifter                                                       | 300                | 102                    | 600               | 2013              | 2015 (?)     | Superbob Semmering                          | Erste Auslieferung des Mountain Bob. Betriebsstatus 2018 unbekannt.                                                |
| St. Corona am Wechsel (Unternberg)        | 2880, Bergbahnen St. Corona, Wechsel 81; Unternberg 162 ⊙           | Alpine Coaster                           | Lifter                                                       | -                  | 150                    | 750               | September 2015    |              | Corona Coaster - Sommerrodelbahn            | 3 Tunnel, Brücke (?) Betrieb Ende April bis Ende November (zuvor ein RolbaRun (3 Tunnel, Brücke) eingestellt?)     |
| Türnitz                                   | Eibl Lifte Türnitz, Eiblstraße 12a ⊙                                | Alpine Coaster                           | Lifter                                                       | 528                | 110                    | 1007              | 2004 26. Juni     |              | Eibl-Jet                                    | |
| Oberösterreich                            |                                                                     |                                          |                                                              |                    |                        |                   |                   |              |                                             | |
| Bad Goisern                               | Berghof Predigstuhl, Wurmstein 26                                   | Einschienen- rodelbahn                   | Schlepplift                                                  |                    |                        |                   | 198_              | 198_         | Alpenflitzer                                | etwa zu Zeiten in Betrieb, als es noch die Doppelsesselbahn gab                                                    |
| Gmunden                                   | Grünberg ⊙                                                          | Braso                                    | Schlepplift                                                  | 550                | 160                    | 850               | 2014              |              | Grünberg-Flitzer                            | |
| Haag am Hausruck                          | Luisenhöhe GmbH, Luisenhöhe 3 ⊙                                     | Wiegand SoRo                             | Wie-Li                                                       | -                  |                        | 750               | 1977              | 2020         | Sommerrodelbahn Luisenhöhe                  | neuer Lift (Wie-Li), Wiederinbetriebnahme 2015, Konkurs 2020                                                       |
| Schönau im Mühlkreis                      | Stoaninger Alm ⊙                                                    | Braso                                    | Schlepplift                                                  | 400                |                        | 600               | 2003              |              | Speed Gleitbahn Stoaninger Alm              | |
| Unterweißenbach                           | Jagdmärchenpark Hirschalm, Hinterberg 20 ⊙                          | Wiegand SoRo                             | Lifter                                                       |                    |                        | 260               | 2000              |              | Sommerrodelbahn Jagdmärchenpark Hirschalm   | |
| Windischgarsten                           | Wurbauerkogel, Hinterstoder-Wurzeralm Bergbahnen, Kühbergstraße 2 ⊙ | Alpine Coaster                           | Lifter                                                       |                    | 63                     | 760               | 2004 8. Mai       |              | Alpine Coaster Wurbauerkogel                | |
| Windischgarsten                           | Wurbauerkogel, Hinterstoder-Wurzeralm Bergbahnen, Kühbergstraße 2 ⊙ | Wiegand SoRo                             | Sessellift                                                   | -                  | 233                    | 1523              | 1980              | (2018)       | Sommerrodelbahn Wurbauerkogel               | Zukunft Stand 2021 wegen Hangrutschung unklar, , nach Eigenangabe längste Sommerrodelbahn (Wannenbahn) Europas     |
| Salzburg                                  |                                                                     |                                          |                                                              |                    |                        |                   |                   |              |                                             | |
| Abtenau                                   | Abtenauer Bergbahnen ⊙                                              | Braso                                    | Gondelbahn                                                   | -                  | 395 bzw. 460 ?         | 1980              | 1996              |              | Sommerrodelbahn Abtenau                     | Erste Sommerrodelbahn von Brandauer                                                                                |
| Bad Dürrnberg                             | Zinkenkopf ⊙                                                        | Braso                                    | Sessellift                                                   | -                  | 493                    | 2200              | 2000              |              | Keltenblitz Dürrnberg                       | |
| Flachau                                   | Gasthof Waldschenke Unterberggasse ⊙                                | SunnyRoll ?                              | Schlepplift                                                  | 450                | 165 ?                  | 850               |                   | 2008 ?       | Sommerrodelbahn Waldschenke Flachau         | abgebaut, ersetzt durch Lucky Flitzer                                                                              |
| Flachau                                   | Gasthof Waldschenke Unterberggasse ⊙                                | Alpine Coaster                           | Lifter                                                       | 525                | 123                    | 1080              | 2010              |              | Lucky Flitzer                               | |
| Fuschl am See                             | Steinbachstraße 6 ⊙                                                 | Wiegand SoRo                             | Schlepplift rückwärts                                        |                    |                        | 560               | 1980              | 2017 ?       | Sommerrodelbahn Fuschl                      | endgültig abgebaut                                                                                                 |
| Kaprun                                    | Maiskogel, Einödweg 179 ⊙                                           | Alpine Coaster                           | Lifter                                                       | 730                |                        | 1220              | 2010              |              | Maisiflitzer                                | |
| Leogang                                   | Am Asitz ⊙                                                          | Braso                                    | Schlepplift vorwärts                                         | 200                |                        | 400               | 2008              |              | Sommerrodelbahn Leoklang                    | Klanginstallationen entlang der Strecke                                                                            |
| Saalfelden                                | Biberg ⊙                                                            | RolbaRun                                 | Sessellift                                                   | -                  | 345                    | 1650              | 2006 3. Juni      |              | Sommerrodelbahn Biberg                      | Mitte 2008 zeitweilig stillgelegt durch Bodenveränderungen des benachbarten Steinbruchs, ab 2009 wieder in Betrieb |
| Strobl                                    | Strobl-Gschwendt am Wolfgangsee ⊙                                   | Wiegand SoRo                             | Schlepplift rückwärt                                         | 300                | 150                    | 1000              | 1980              |              | Sommerrodelbahn Strobl links                | |
| Strobl                                    | Strobl-Gschwendt am Wolfgangsee ⊙                                   | Wiegand SoRo                             | Schlepplift rückwärts                                        | 300                |                        | 1000              | 1995              |              | Sommerrodelbahn Strobl rechts               | Bergab 2 teilweise parallele Bahnen.                                                                               |
| Steiermark                                |                                                                     |                                          |                                                              |                    |                        |                   |                   |              |                                             | |
| Edelschrott                               | Modriach 6 ⊙                                                        | Alpine Coaster                           | Lifter                                                       |                    |                        |                   | 2020              |              | Sommerrodelbahn Steirarodl                  | |
| Koglhof                                   | Koglhof ⊙                                                           | Wiegand SoRo (Twinbob)                   | Lifter                                                       | 250                | 60                     | 870               | 2003              |              | Sommerrodelbahn Koglhof                     | |
| Mautern in Steiermark                     | Wild- und Erlebnispark, Alpsteig 1 ⊙                                | RolbaRun                                 | Sessellift                                                   | -                  | 240                    | 1200              | ?                 |              | Sommerrodelbahn Wiesengleiter               | durchschnittliches Gefälle 21 %                                                                                    |
| Ramsau am Dachstein                       | Erlebnis Rittisberg ⊙                                               | Alpine Coaster                           | Lifter                                                       | 330                | 120                    | 1000              | 2008 10. Sep.     |              | Rittisberg Coaster                          | |
| Sankt Lambrecht                           | Lift Grebenzen St. Lambrecht, Papstin 3 ⊙                           | Braso                                    | Sessellift                                                   | -                  | 400                    | 1720              | 2001              | 2016         | Sommerrodelbahn Grebenzen                   | Sommerbetrieb mit Rodelbahn eingestellt.                                                                           |
| Sankt Radegund bei Graz                   | Bergstation der Schöcklseilbahn ⊙                                   | Alpine Coaster                           | Lifter                                                       | 180                | 65                     | 800               | 2002              | 2016 iB      | Schöckl Hexenexpress                        | |
| Tirol                                     |                                                                     |                                          |                                                              |                    |                        |                   |                   |              |                                             | |
| Nordtirol                                 |                                                                     |                                          |                                                              |                    |                        |                   |                   |              |                                             | |
| Achenkirch                                | Sonnberglift ⊙                                                      | SunnyRoll                                | Sessellift                                                   | -                  |                        |                   |                   | 2003?        | Sommerrodelbahn Achenkirch                  | Seit mindestens 2003 standen Lift und Bahn still. 2006 Abbau des Lifts, später Sommerrodelbahn auch zurückgebaut   |
| Alpbach                                   | Skigebiet Wiedersberger Horn ⊙                                      | Alpine Coaster                           | Lifter                                                       | 385                | 134                    | 1035              | 2017              |              | Alpbachtaler Lauser Sauser                  | An der Bergstation der Wiedersbergerhornbahn, Ganzjahresbetrieb                                                    |
| Bichlbach                                 | Skischaukel Berwang                                                 | RolbaRun                                 | Sessellift                                                   | -                  |                        |                   |                   | 2007 (Mitte) | Sommerrodelbahn Bichlbach                   | Mitte 2007: Neubau der Almkopfbahn, Einstellung der Rodelbahn und Abbau                                            |
| Biberwier                                 | Berglifte Giselher Langes ⊙                                         | RolbaRun                                 | Sessellift                                                   | -                  | 165                    | 1300              | ?                 |              | Sommerrodelbahn Biberwier                   | |
| Elbigenalp                                | Skilift Knittel, Untergiblen 15 ⊙                                   | Braso                                    | Schlepplift                                                  | 600                | 180                    | 900               | 2014              |              | Wally-Blitz                                 | |
| Fieberbrunn                               | Bergbahnen Fieberbrunn, Lindau 17 ⊙                                 | Alpine Coaster                           | Lifter                                                       | 436                | 115                    | 1160              | 2010 7. Juli      |              | Timoks Alm-Coaster                          | |
| Fiss                                      | Seilbahnstr. 44 ⊙                                                   | Braso                                    | Gondelbahn                                                   | -                  | 370                    | 2200              | 2005              |              | Fisser Flitzer                              | Start auf 1812 m Höhe, mittleres Gefälle 19 %,                                                                     |
| Hopfgarten im Brixental                   | Freizeitanlage Salvenaland, Kelchsauer Straße 27 ⊙                  | RolbaRun                                 | per Hand                                                     | -                  |                        | 310               | ?                 |              | Sommerrodelbahn Salvenaland                 | |
| Imst                                      | Hoch-Imst 19 ⊙                                                      | Alpine Coaster                           | Transportseilbahn (Bobs), Gondelbahn (Personen)              | -                  | 500                    | 3525              | 2003              |              | Alpine Coaster Imst                         | Längste Sommerrodelbahn der Alpen                                                                                  |
| Leutasch                                  | Kreithlift Leutasch, Weidach ⊙                                      | RolbaRun                                 | Sessellift                                                   | -                  | 220                    | 1200              |                   | 2014 ?       | Sommerrodelbahn Leutasch                    | Seit ca. 2014 außer Betrieb , Sommerrodelbahn beim jetzigen Bergbahn & Bikepark Katzenkopf nicht mehr gelistet     |
| Mieders                                   | Serlesbahnen Mieders ⊙                                              | Braso                                    | Gondelbahn                                                   | -                  | 640                    | 2800              | 2004              |              | Sommerrodelbahn Serles                      | Geschwindigkeit bis 42 km/h                                                                                        |
| Pettneu am Arlberg                        | Pettneu 146 ⊙                                                       | Braso                                    | Gondelbahn                                                   | -                  | 180                    | 800               | 2008 10. Mai      | 2015         | Super Sauser Pettneu                        | Betrieb eingestellt, Lifte demontiert                                                                              |
| St. Johann in Tirol                       | St. Johanner Bergbahnen ⊙                                           | RolbaRun                                 | Sessellift                                                   | -                  |                        | 730               | ?                 | 2011         | Sommerrodelbahn St. Johann links            | Abbau 2013 |
| St. Johann in Tirol                       | St. Johanner Bergbahnen                                             | RolbaRun                                 | Sessellift                                                   | -                  |                        | 730               | ?                 | 2011 ?       | Sommerrodelbahn St. Johann rechts           | |
| Serfaus                                   | 6534, Hög Alm, Komperdell 270 ⊙                                     | Alpine Coaster                           | Lifter                                                       | 700                | 195                    | 1580              | 13./27. Juni 2015 |              | Schneisenfeger, Sommer und Winter           | Schienen, Talstation Hög Alm auf 1820 m ü. A.                                                                      |
| Walchsee                                  | Freizeitzentrum Zahmer Kaiser, Durchholzen 60 ⊙                     | Wiegand SoRo                             | Sessellift                                                   | -                  | 200                    | 1000              | 1983/97           |              | Sommerrodelbahn Zahmer Kaiser links         | Automatischer Schlittentransport wurde 1997 nachgerüstet.                                                          |
| Walchsee                                  | Freizeitzentrum Zahmer Kaiser, Durchholzen 60 ⊙                     | Wiegand SoRo                             | Sessellift                                                   | -                  | 200                    | 1000              | 1983/97           |              | Sommerrodelbahn Zahmer Kaiser rechts        | Automatischer Schlittentransport wurde 1997 nachgerüstet.                                                          |
| Wildschönau Oberau                        | Familienerlebnis Drachental                                         | Alpine Coaster                           | Lifter                                                       | 625                |                        | 1355              | 2021 19. Mai      |              | Drachenflitzer                              | |
| Zams                                      | Venet-Gipfelhütte ⊙                                                 | Hacksteiner/Mountain-Innovations Rollbob | Lifter                                                       |                    |                        | 800               | 2019              | 2021         | Venet Bob                                   | wird abgebaut |
| Zell am Ziller                            | Rohrberg 23 ⊙                                                       | Alpine Coaster                           | Lifter                                                       | 325                | 140                    | 1125              | 2007 11. Sep.     |              | Arena Coaster                               | Onride-Fotoanlage                                                                                                  |
| Osttirol                                  |                                                                     |                                          |                                                              |                    |                        |                   |                   |              |                                             | |
| Assling                                   | fun-alpin-osttirol-sommerrodelbahn, Oberthal 28a ⊙                  | Braso                                    | Schlepplift                                                  | 200                | 60                     | 360               | 2006 Mai          |              | Fun alpin                                   | |
| Lienz                                     | Lienzer Bergbahnen, Iseltalerstr. 27 ⊙                              | Alpine Coaster                           | Transportseilbahn (Bobs), Gondelbahn / Sessellift (Personen) | -                  | 399                    | 2800              | 2010              |              | Osttirodler                                 | |
| Vorarlberg                                |                                                                     |                                          |                                                              |                    |                        |                   |                   |              |                                             | |
| Bizau                                     | Hirschbergbahnen ⊙                                                  | SunnyRoll                                | Sessellift                                                   | -                  |                        | 1850              | ?                 | 2011         | Sommerrodelbahn Hirschberg                  | Konkurs der Gesellschaft Anfang 2012 siehe                                                                         |
| Laterns                                   | Seilbahnen Laterns ⊙                                                | Wiegand SoRo                             | Lifter                                                       | 350                | 120                    | 684               | 1997              |              | Sommerrodelbahn Laterns                     | |
| Vandans                                   | Golmerbahn ⊙                                                        | Alpine Coaster                           | Transportseilbahn (Bobs), Gondelbahn (Personen)              | -                  | 350                    | 2600              | 2008 Sep.         |              | Alpine Coaster-Golm                         | Wirbelstrombremsen am Ende der Bahn                                                                                |
| Wien                                      |                                                                     |                                          |                                                              |                    |                        |                   |                   |              |                                             | |
| Wien                                      | Hohe-Wand-Wiese, Mauerbachstraße 174 ⊙                              | Braso                                    | Schlepplift vorwärts                                         | 335                | 93                     | 512               | 2006              | 2021 iB      | Sommerrodelbahn Wien                        | durchschnittliches Gefälle 15,5 %                                                                                  |

### Schweiz
Reihung nach: Kanton, Ort. Stillgelegte und abgebaute Anlagen sind rosa hinterlegt.
| Ort (Ortsteil) Kanton               | Lage                                                        | Typ                                                      | Bergauf- transport        | Länge auf- wärts m                                                   | Höhen- unter- schied m   | Länge ab- wärts m        | von                      | bis                      | Name der Bahn                           | Bemerkungen |
| Deutschsprachige Schweiz            | Deutschsprachige Schweiz                                    | Deutschsprachige Schweiz                                 | Deutschsprachige Schweiz  | Deutschsprachige Schweiz                                             | Deutschsprachige Schweiz | Deutschsprachige Schweiz | Deutschsprachige Schweiz | Deutschsprachige Schweiz | Deutschsprachige Schweiz                | Deutschsprachige Schweiz |
| ----------------------------------- | ----------------------------------------------------------- | -------------------------------------------------------- | ------------------------- | -------------------------------------------------------------------- | ------------------------ | ------------------------ | ------------------------ | ------------------------ | --------------------------------------- | --- |
| Gonten, Appenzell                   | Jakobsbad, bei der Luftseilbahn Jakobsbad–Kronberg ⊙        | Alpine Coaster                                           | Lifter                    | 300                                                                  | 100                      | 845                      | 1998                     |                          | Appenzeller Kronberg-Bob                | |
| Langenbruck, Basel-Landschaft       | Deinkick Langenbruck, Hauptstraße ⊙                         | Wiegand SoRo                                             | Lifter                    | ?                                                                    | 50                       | 760                      | 2001                     |                          | Solarbob                                | Tunnel, Bahn arbeitet durch Solarnutzung |
| Ersigen, Bern                       | 3423, Lobärg(strasse) ⊙                                     | Einschienen- bahn                                        | Kleinlift                 | 200                                                                  | 51                       | 550                      | Mai 2015                 | November 2015            | Rodelbahn Ersigen                       | Die in Fontenais JU demontierte Anlage Toboroule wurde 2015 für eine Saison in Ersigen BE aufgebaut.                                                                                                 |
| Grindelwald, Bern                   | Pfingsteggbahn ⊙                                            | Wiegand SoRo                                             | Lifter                    | 187                                                                  | 58                       | 736                      | 1999                     |                          | Sommerrodelbahn Pfingstegg              | |
| Interlaken, Bern                    | Heimwehfluhbahn                                             | Einschienen- bahn                                        | 3 Kettenlifte             | 400                                                                  |                          | 400                      | 1992                     | 2010 ?                   | Bob-Run auf dem Heimwehfluh             | Rundkurs um den Gipfel |
| Interlaken, Bern                    | Heimwehfluhbahn ⊙                                           | Braso                                                    | Transport- seilbahn (Bob) |                                                                      | 90                       | 800                      | 2000                     |                          | Heimwehfluh Rodel-Plausch               | |
| Köniz, Bern                         | Am Gurten, Gurtenweg ⊙                                      | Wiegand SoRo                                             | Lifter                    | 185                                                                  | 55                       | 500                      | 2016                     |                          | Sommerrodelbahn Gurten                  | |
| Kandersteg, Bern                    | Hotel-Restaurant Oeschinensee ⊙                             | Wiegand SoRo                                             | Lifter                    | ?                                                                    | 50                       | 750                      | 1995                     |                          | Sommerrodelbahn Oeschinensee            | |
| Saanen-Schönried, Bern              | Obers Rellerli ⊙                                            | Wiegand SoRo                                             | Lifter                    | 225                                                                  | 40,6                     | 620                      | 1994                     | 2018?                    | Rellerli Rodelbahn                      | Gondelbahn Rellerli seit Januar 2019 stillgelegt |
| Plaffeien-Schwarzsee, Freiburg      | Kaisereggbahnen Schwarzsee AG ⊙                             | Braso                                                    | Schlepplift               | ?                                                                    | ?                        | 535                      | 2009 Juli                |                          | Sommerrodelbahn Schwarzsee              | |
| Filzbach, Kerenzerberg, Glarus      | Kerenzerbergbahn Bergstation - Mittelstation ⊙              | Wannenbahn mit Schlitten auf Rollen von der Firma Klarer | ?                         | -                                                                    | 270                      | 1300                     | ?                        | 2010 Ende                | Sommerrodelbahn Kerenzerberg            | Betriebsgenehmigung erloschen |
| Flühli-Sörenberg, Luzern            | Rischli ⊙                                                   | Wiegand SoRo                                             | Schlepplift               | ?                                                                    | 100                      | 860                      | 1994                     |                          | Sommer-Bob-Bahn Rischli                 | |
| Schongau LU, Luzern                 | Schongi-Land Erlebnispark, Guggibadstrasse 12, alte Mühle ⊙ | Wiegand SoRo                                             | Lifter                    | 80                                                                   | 60                       | 303                      | 1991                     |                          | Bob-Bahn Schongiland                    | Anlage seit 1994 komplett überdacht und so auch bei Regen in Betrieb, |
| Hergiswil NW, Nidwalden             | Pilatus-Bahnen ⊙                                            | Wiegand SoRo                                             | Schlepplift               | 720                                                                  | 180                      | 1070                     | 1996                     |                          | Fräkigaudi                              | Längste Wannen-Sommerrodelbahn der Schweiz |
| Dallenwil-Wirzweli, Nidwalden       | Luftseilbahn Dallenwil-Wirzweli ⊙                           | Wiegand SoRo                                             | 2 Lifter                  | 1. Aufstieg zum Start; 67 m; 2. Aufstieg zurück zum Einstieg; 59,9 m | 30 / 47,7                | 330 / 408, 1             | 1989                     |                          | Sommerrodelbahn Wirzweli                | |
| Engelberg, Obwalden                 | Bergstation Luftseilbahn Ristis ⊙                           | Wiegand SoRo                                             | Lifter                    | 170                                                                  | 40                       | 500                      | 1991                     |                          | Sunshine-Radio-Runner                   | |
| Goldingen SG, St Gallen             | Atzmännig AG, Sport- und Freizeitzentrum ⊙                  | Wiegand SoRo                                             | Sessellift                | ?                                                                    | 126                      | 700                      | 1977                     |                          | Rutschbahn Atzmännig                    | umgebaut und verlängert 1984, Tunnel |
| Flums, St Gallen Flumserberg        | Bergbahnen Flumserberg, Bergstation ⊙                       | Alpine Coaster                                           | Sessellift                |                                                                      | 250                      | 2006                     | 2010 10. Juli            |                          | Floomzer                                | Start auf 1600 m Höhe, 2 Tunnel (40 und 100 m) |
| Unteriberg, Schwyz                  | Rodel-Valley, Hochgütsch ⊙                                  | RolbaRun                                                 | Sessellift                | -                                                                    | 160 170                  | 1050 1200                | ? 2006/07                | 2006/07 20. Juni 2007    | Sommerrodelbahn Hochgütsch Rodel-Valley | 2006/07 Anpassung an den neugebauten Sessellift. Totalschaden durch Unwetter am 20. Juni 2007. Das komplette Fundament wurde weggespült, Rodelbetrieb nicht mehr möglich.                            |
| Sattel SZ, Schwyz                   | Sattel Hochstuckli Schlagstrasse, Bergstation ⊙             | Wiegand SoRo                                             | Lifter                    | ?                                                                    | 40                       | 430                      | 1993                     |                          | Stuckli Run                             | |
| Saas-Fee, Wallis                    | Chalbermatten, Mischiweg ⊙                                  | Alpine Coaster                                           | Lifter                    | 340                                                                  | 90                       | 660                      | 2000                     |                          | Feeblitz Rodelbobbahn                   | |
| Ostschweiz                          |                                                             |                                                          |                           |                                                                      |                          |                          |                          |                          |                                         | |
| Churwalden, Graubünden              | Talstation Pradaschier ⊙                                    | Alpine Coaster                                           | Sessellift                | ?                                                                    | 480                      | 3060                     | 1999/2000                |                          | Erlebnis Pradaschier                    | Flutlicht, Längste schienengeführte Rodelbahn der Schweiz |
| Davos Platz, Graubünden             | Hotel Schatzalp, Schatzalp-Strela Bahnen ⊙                  | Wiegand SoRo                                             | Lifter                    | ?                                                                    | 40                       | 470                      | 1989                     |                          | Sommer-Schlittelbahn Schatzalp          | |
| Westschweiz                         |                                                             |                                                          |                           |                                                                      |                          |                          |                          |                          |                                         | |
| Gruyères-Moléson-Village, Freiburg  | Mol´Express, Route de Moléson                               | Bob France                                               | Lifter                    | 200                                                                  | 60                       | 220                      | ?                        | 2008?                    | Bob-Luge Moléson                        | 2009 Ersatz durch einen Alpine Coaster |
| Gruyères-Moléson-Village, Freiburg  | Mol´Express, Route de Moléson ⊙                             | Alpine Coaster                                           | Lifter                    | 56                                                                   | 205                      | 580                      | 2009                     | 2014 iB                  | Bob-Luge Moléson                        | ersetzt die alte Bob-France-Anlage |
| Fontenais, Jura                     | Toboroule Montvoie ⊙                                        | Einschienen- bahn                                        | Lifter                    | 280                                                                  | 120                      | 570                      | 1992                     | 2014                     | Toboroule                               | Anlage wurde von den Betreibern unter Verwendung eines Kleinschlepplifts und Teilen einer anderen Sommerrodelbahn selbst gebaut. Anlage demontiert und 2015 für eine Saison in Ersigen BE aufgebaut. |
| La Chaux-de-Fonds, Neuenburg        | Vue des Alpes ⊙                                             | Wiegand SoRo                                             | Lifter                    | ?                                                                    | 89                       | 448                      | 2003                     |                          | Toboggan Vue-des-Alpes                  | offen nur bei trockenem Wetter, außer, es werden Nässebremsschuhe auf die Schlitten gesteckt. Grundsätzlich ist die Bahn ganzjährig offen.                                                           |
| Val-de-Travers-Buttes Neuenburg     | Télésiège Buttes - La Robella, Place de l’Abbaye ⊙          | Alpine Coaster                                           | Lifter                    | 300                                                                  | 70                       | 900                      | 2004 Nov                 |                          | Féeline La Robella                      | |
| Ormont-Dessus-Les Diablerets, Waadt | Bergstation "Scex Rouge" Glacier 3000 ⊙                     | Alpine Coaster                                           | Lifter                    | ?                                                                    | ?                        | 1000                     | 2007 26. Mai             |                          | Alpine Coaster Glacier 3000             | höchstgelegener Alpine Coaster der Erde. |
| Gingins, Waadt                      | Route de la Barillette                                      | ?                                                        | Schlepplift ?             |                                                                      |                          |                          | ?                        | ?                        | Luge la Barillette                      | |
| Torgon, Wallis                      | Route de la Jorette                                         | Einschienen- bahn                                        | Schlepplift               |                                                                      |                          |                          | ?                        | ?                        | Luge Torgon                             | Teile dieser Bahn wurden zum Bau der Toboroule benutzt. |
| Kanton Tessin                       |                                                             |                                                          |                           |                                                                      |                          |                          |                          |                          |                                         | |
| Rivera TI, Tessin                   | Monte Tamaro SA, Bergstation ⊙                              | Alpine Coaster                                           | Lifter                    | ?                                                                    | 80                       | 770                      | 2004                     |                          | Slittovia Monte Tamaro                  | |

### Andorra, Belgien, Niederlande, Spanien
| Ort (Ortsteil)            | Lage                                                         | Typ            | Bergauf- transport      | Länge auf- wärts m | Höhen- unter- schied m | Länge ab- wärts m | von        | bis     | Name der Bahn                      | Bemerkungen                                                                                       |
| Andorra                   | Andorra                                                      | Andorra        | Andorra                 | Andorra            | Andorra                | Andorra           | Andorra    | Andorra | Andorra                            | Andorra                                                                                           |
| ------------------------- | ------------------------------------------------------------ | -------------- | ----------------------- | ------------------ | ---------------------- | ----------------- | ---------- | ------- | ---------------------------------- | ------------------------------------------------------------------------------------------------- |
| Canillo                   | Grandvalira, Family Park Canillo ⊙                           | Alpine Coaster | Lifter                  | 180                |                        | 550               | 2018/19    |         | Alpin Coaster Màgic Gliss          |                                                                                                   |
| Sant Julià de Lòria       | Freizeitpark Naturlandia ⊙                                   | Alpine Coaster | Lifter                  | 1600               | 430                    | 3600              | 2007 (Nov) |         | Tobotronc                          |                                                                                                   |
| Belgien                   |                                                              |                |                         |                    |                        |                   |            |         |                                    |                                                                                                   |
| Stavelot-Coo              | Freizeitpark Plopsa Coo ⊙                                    | Wiegand SoRo   | Schlepplift rückwärts   |                    |                        | 440               | 1986/87    |         | Bobsleebaan, Plopsa Coo links      |                                                                                                   |
| Stavelot-Coo              | Freizeitpark Plopsa Coo ⊙                                    | Wiegand SoRo   | Schlepplift rückwärts   |                    |                        | 440               | 1986/87    |         | Bobsleebaan, Plopsa Coo rechts     |                                                                                                   |
| Tournai-Mont-Saint-Aubert | Floreal Panoramique ⊙                                        | RolbaRun       | Transmobilbahn          |                    |                        | 250               |            | 2016    | Luge d´été                         | Seit April 2016 nicht mehr in Betrieb.                                                            |
| Ypern-Hooge               | Freizeitpark Bellewaerde ⊙                                   | Sport Coaster  | Lifter, Personen zu Fuß |                    | 25                     | 450               | 2017       |         | Dawson Duel                        | Erster Duelling Alpine Coaster in Europa                                                          |
| Niederlande               |                                                              |                |                         |                    |                        |                   |            |         |                                    |                                                                                                   |
| Landgraaf                 | SnowWorld (Landgraaf) ⊙                                      | Alpine Coaster | Lifter                  |                    |                        | 550               | 2012       |         | Alpine Coaster Snowworld Landgraaf |                                                                                                   |
| Sevenum                   | Freizeitpark Toverland ⊙                                     | Bobkart        |                         |                    |                        | 585               | 2004       |         | Maximus-Blitz-Bahn                 |                                                                                                   |
| Valkenburg aan de Geul    | Neerhem 44 ⊙                                                 | Wiegand SoRo   | 2 Lifter                |                    | 68                     | 325               | 1994       |         | Rodelbaan Agogo Valkenburg 1       | Einstieg oben, Bahnen 1 und 2 sind überkreuzt und werden nacheinander ohne Umsteigen durchfahren. |
| Valkenburg aan de Geul    | Neerhem 44 ⊙                                                 | Wiegand SoRo   | 2 Lifter                |                    | 68                     | 375               | 1994       |         | Rodelbaan Agogo Valkenburg 2       |                                                                                                   |
| Wassenaar                 | Freizeitpark Duinrell ⊙                                      | Wiegand SoRo   | Lifter                  | 228                | 40                     | 350               | 1984/85    |         | Rodelbaan Duinrell links           |                                                                                                   |
| Wassenaar                 | Freizeitpark Duinrell ⊙                                      | Wiegand SoRo   | Lifter                  |                    | 40                     | 350               | 1984/85    |         | Rodelbaan Duinrell rechts          |                                                                                                   |
| Spanien                   |                                                              |                |                         |                    |                        |                   |            |         |                                    |                                                                                                   |
| Navarra, Arguedas         | Carretera Virgen del Yugo ⊙                                  | Alpine Coaster | Lifter                  | 310                |                        | 520               | 2006       |         | Senda Viva Bobsleigh               |                                                                                                   |
| Sierra Nevada, Cetursa    | Plaza de Andalucía 4 ⊙                                       | Alpine Coaster | Lifter                  | 250                |                        | 550               | 2007       |         | Trineo Ruso                        |                                                                                                   |
| Calafell                  | Carretera Bellvei, s/n; 43820 Calafell ⊙                     | Wiegand SoRo   | Lifter                  | 150                |                        | 530               | 1989       |         | Calafell Slide                     |                                                                                                   |
| Arona, Tenerife Sur       | 38640, Jungle Parc, Urbanización Las Águilas del Teide s/n ⊙ | Wiegand SoRo   | Lifter                  | 280                |                        | 420               | 1993       |         | Jungle Raid (links)                | Die Bahnen links und rechts teilen sich einen Lifter mit Weichen                                  |
| Arona, Tenerife Sur       | 38640, Jungle Parc, Urbanización Las Águilas del Teide s/n ⊙ | Wiegand SoRo   | Lifter                  | 280                |                        | 420               | 1993       |         | Jungle Raid (rechts)               | Gemeinsamer Lifter, s. o.                                                                         |

### Frankreich
Gliederung nach Region und Département. Stillgelegte und abgebaute Anlagen sind rosa hinterlegt.
| Ort (Ortsteil) Departement                                | Lage                                                          | Typ                     | Bergauf- transport    | Länge auf- wärts m    | Höhen- unter- schied m | Länge ab- wärts m     | von                    | bis                   | Name der Bahn                         | Bemerkungen |
| Region Grand Est                                          | Region Grand Est                                              | Region Grand Est        | Region Grand Est      | Region Grand Est      | Region Grand Est       | Region Grand Est      | Region Grand Est       | Region Grand Est      | Region Grand Est                      | Region Grand Est |
| Département Haut-Rhin                                     | Département Haut-Rhin                                         | Département Haut-Rhin   | Département Haut-Rhin | Département Haut-Rhin | Département Haut-Rhin  | Département Haut-Rhin | Département Haut-Rhin  | Département Haut-Rhin | Département Haut-Rhin                 | Département Haut-Rhin |
| --------------------------------------------------------- | ------------------------------------------------------------- | ----------------------- | --------------------- | --------------------- | ---------------------- | --------------------- | ---------------------- | --------------------- | ------------------------------------- | --- |
| Lautenbach                                                | Le Markstein                                                  | Bob France              | Schlepplift           | 280                   |                        | 420                   | ?                      | 2011                  | Bob Luge Le Markstein                 | Abbau Ende 2011 und 2014 durch die Luge sur rail ersetzt. |
| Lautenbach                                                | Le Markstein ⊙                                                | Alpine Coaster          | Lifter                | 460                   | 71                     | 735                   | 2014 5. Juli           |                       | Luge sur Rail Le Markstein            | |
| Willer-sur-Thur                                           | Col du Grand Ballon ⊙                                         | Bob France              | Schlepplift           | 120                   |                        | 360                   | 1987                   | 2013                  | Luge d’été du Grand Ballon            | Abbau 2014 |
| Département Moselle (Mosel)                               |                                                               |                         |                       |                       |                        |                       |                        |                       |                                       | |
| Amnéville                                                 | Avenue de l’Europe                                            | RolbaRun                | Trans- mobilbahn      | -                     |                        | 350                   | ?                      | ?                     | Luge d’été d’Amneville links          | |
| Amnéville                                                 | Avenue de l’Europe                                            | RolbaRun                | Trans- mobilbahn      | -                     |                        | 350                   | ?                      | ?                     | Luge d’été d’Amneville rechts         | |
| Saint-Louis (Moselle)                                     | Rue des Sources, beim Schiffshebewerk Saint-Louis/Arzviller ⊙ | Alpine Coaster          | Lifter                |                       |                        | 410                   | 2006                   |                       | Luge Alpine du Plan Incliné           | |
| Département Vosges (Vogesen)                              |                                                               |                         |                       |                       |                        |                       |                        |                       |                                       | |
| Le Bonhomme                                               | Station du Lac Blanc 1200 ⊙                                   | Alpine Coaster          | Lifter                | 395                   | 78                     | 705                   | 2019                   |                       | Luge d’été Tricky Track               | |
| La Bresse                                                 | Remontées Mécaniques La Bresse-Hohneck                        | RolbaRun                | Sessellift            |                       | -                      | 850                   | ?                      | 2008                  | Luge d’été La Bresse-Hohneck links    | Ersatz an etwas anderer Stelle durch die Schlitte Mountain |
| La Bresse                                                 | 92 Route de Vologne                                           | RolbaRun                | Sessellift            |                       | -                      | 850                   | ?                      | 2008                  | Luge d’été La Bresse-Hohneck rechts   | Ersatz an etwas anderer Stelle durch die Schlitte Mountain |
| La Bresse                                                 | Remontées Mécaniques La Bresse-Hohneck, 92 Route de Vologne ⊙ | Alpine Coaster          | Lifter                |                       |                        | 410                   |                        |                       | Schlitte Mountain La Bresse-Hohneck   | als Ersatz für die Luge d’été gebaut, steht aber an einer anderen Stelle |
| Le Valtin                                                 | Col de la Schlucht ⊙                                          | RolbaRun                | Sessellift            |                       | 109                    | 650                   |                        |                       | Luge d’été a La Schlucht links        | |
| Le Valtin                                                 | Col de la Schlucht ⊙                                          | RolbaRun                | Sessellift            |                       | 109                    | 650                   |                        |                       | Luge d’été a La Schlucht rechts       | |
| Region Auvergne-Rhône-Alpes                               |                                                               |                         |                       |                       |                        |                       |                        |                       |                                       | |
| Département Ain                                           |                                                               |                         |                       |                       |                        |                       |                        |                       |                                       | |
| Mijoux                                                    | Monts Jura, La Vieille Faucille                               | RolbaRun                | Sessellift            |                       |                        | 350                   |                        | spätestens Ende 2005  | Luge d’été Col de la Faucille links   | bis 2008 durch die Luge sur rails ersetzt |
| Mijoux                                                    | Monts Jura, La Vieille Faucille                               | RolbaRun                | Sessellift            |                       |                        | 350                   |                        | spätestens Ende 2005  | Luge d’été Col de la Faucille rechts  | bis 2008 durch die Luge sur rails ersetzt |
| Mijoux                                                    | Monts Jura, La Vieille Faucille ⊙                             | Alpine Coaster          | Lifter                | 410                   | 90                     | 755                   | 2008                   |                       | Luge d’été Col de la Faucille         | |
| Département Isère                                         |                                                               |                         |                       |                       |                        |                       |                        |                       |                                       | |
| Alpe d’Huez                                               | Télésiège l’Eclose ⊙                                          | RolbaRun                | Sessellift            |                       | 43                     | 680                   |                        | ?                     | Luge d’été links                      | (Gelände seit 2018 anderweitig überbaut) |
| Alpe d’Huez                                               | Télésiège l’Eclose ⊙                                          | RolbaRun                | Sessellift            |                       | 43                     | 680                   |                        | ?                     | Luge d’été rechts                     | (Gelände seit 2018 anderweitig überbaut) |
| Autrans                                                   | Site du Claret ⊙                                              | Alpine Coaster          | Lifter                |                       | 134                    | 810                   | 2016                   |                       | Speed Luge Vercors                    | |
| Alpe d’Huez                                               | Secteur des Bergers, 7 Rés Centre de Jour ⊙                   | Alpine Coaster          | Lifter                | 300                   | 65                     | 625                   | 2017                   |                       | Luge sur Rails des Bergers            | |
| Le Haut-Bréda, La Ferrière                                | Les Sept Laux, Sation Le Pleynet ⊙                            | Alpine Coaster          | Lifter                | 300                   |                        | 723                   | 2017                   |                       | Wiz Luge le Pleynet                   | |
| Saint-Christophe-en-Oisans, Vénosc, Mont-de-Lans (3 Gem.) | Les Deux Alpes, Télésiège Alpette ⊙                           | RolbaRun                | Sessellift            |                       | 123                    | 630                   |                        |                       | Luge d’été de l’Alpette links         | |
| Saint-Christophe-en-Oisans, Vénosc, Mont-de-Lans (3 Gem.) | Les Deux Alpes, Télésiège Alpette ⊙                           | RolbaRun                | Sessellift            |                       | 123                    | 577                   |                        |                       | Luge d’été de l’Alpette rechts        | |
| Département Savoie                                        |                                                               |                         |                       |                       |                        |                       |                        |                       |                                       | |
| Chamonix-Mont-Blanc                                       | Parc de loisirs de Chamonix                                   | RolbaRun                | Sessellift            | -                     | 197                    | 890                   | 1979                   | 2010                  | Luge d’été links                      | Ersatz durch die Luge de Chamonix |
| Chamonix-Mont-Blanc                                       | Parc de loisirs de Chamonix                                   | RolbaRun                | Sessellift            | -                     | 197                    | 890                   | 1979                   | 2010                  | Luge d’été rechts                     | Ersatz durch die Luge de Chamonix |
| Chamonix-Mont-Blanc                                       | Parc de loisirs de Chamonix, 351, chemin du Pied du Grépon ⊙  | Alpine Coaster          | Lifter                |                       |                        | 795                   | 2011                   |                       | Luge de Chamonix                      | ersetzte zwei Vorgängerbahnen |
| Saint François Longchamp                                  | Station Longchamp 1650 ⊙                                      | Alpine Coaster          | Lifter                |                       |                        | 710                   | 2015                   |                       | Luge sur rail la Comète               | |
| Hauteluce                                                 | Ortsteil Les Saisies, Les Périots ⊙                           | Alpine Coaster          | Lifter                |                       |                        | 770                   | 2009                   |                       | Mountain Twister                      | |
| Saint-Martin-de-Belleville-Les Menuires                   | Lieu-dit Les Boyes                                            | RolbaRun                | Gondelbahn            | -                     |                        | 450                   | ?                      | 2008 ?                | Lugeland links                        | Abbau der linken Spur bereits mehrere Jahre vor der rechten |
| Saint-Martin-de-Belleville-Les Menuires                   | Lieu-dit Les Boyes ⊙                                          | RolbaRun                | Gondelbahn            | -                     |                        | 450                   | ?                      | 19. Aug. 2012         | Lugeland rechts                       | Ersatz an etwas anderer Stelle durch Speedmountain-Coaster |
| Saint-Martin-de-Belleville-Les Menuires                   | Les Bruyères ⊙                                                | Rolba Bob               | Lifter                |                       | 80                     |                       |                        |                       | Speedmountain                         | als Ersatz für Lugeland an anderer Stelle errichtet |
| La Rosière (Montvalezan)                                  | La Rosière, Route du col du petit saint Bernard ⊙             | Braso                   | Lifter                | 270                   | 120                    | 697                   | 2019                   |                       | X-TREME luge                          | |
| Département Haute-Savoie                                  |                                                               |                         |                       |                       |                        |                       |                        |                       |                                       | |
| Arâches-la-Frasse                                         | Les Carroz ⊙                                                  | Alpine Coaster          | Lifter                | 350                   |                        | 840                   | 2018                   |                       | Luge sur rail des Carroz              | Zweite Person auf Schlitten kann VR-Brille nutzen |
| Châtel                                                    | Pré-la-Joux ⊙                                                 | Wiegand SoRo            | Lifter                |                       |                        | 640                   | 1997                   |                       | Bobluge de Pré la Joux                | |
| La Clusaz                                                 | Gondelbahn La Patinoire ⊙                                     | Wiegand SoRo            | Gondelbahn            |                       | 115                    | 760                   | 1985                   |                       | Luge d’été La Clusaz links            | |
| La Clusaz                                                 | Gondelbahn La Patinoire ⊙                                     | Wiegand SoRo            | Gondelbahn            |                       | 115                    | 760                   | 1985                   |                       | Luge d’été La Clusaz rechts           | |
| Megève                                                    | 905 Route du Jaillet ⊙                                        | RolbaRun                | Sessellift            |                       | 96                     | 500                   |                        | 2015?                 | Luge d’été Jaillet links              | ersetzt seit 2015 durch Alpine Coaster Luge 4 saisons am selben Ort |
| Megève                                                    | 905 Route du Jaillet ⊙                                        | RolbaRun                | Sessellift            |                       | 96                     | 500                   |                        | 2015?                 | Luge d’été Jaillet rechts             | ersetzt seit 2015 durch Alpine Coaster Luge 4 saisons am selben Ort |
| Megève                                                    | 821 route de la télécabine ⊙                                  | Alpine Coaster          | Lifter                | 365                   | 95                     | 715                   | 2015                   |                       | Luge 4 saisons                        | Ersatz für die RolbaRun-Bahnen |
| Morzine                                                   | Télésiège de la Crusaz, Taille du Grand Mas ⊙                 | RolbaRun                | Sessellift            |                       |                        |                       |                        |                       | Luge d’été Morzine links              | |
| Morzine                                                   | Télésiège de la Crusaz, Taille du Grand Mas ⊙                 | RolbaRun                | Sessellift            |                       |                        |                       |                        |                       | Luge d’été Morzine rechts             | |
| Saint-Sixt                                                | Base de Loisirs Orange Montisel, Impasse de Cou ⊙             | Bob France              | Schlepplift           |                       |                        |                       |                        |                       | Bob luge Orange-Montisel              | |
| Seythenex                                                 | Station La Sambuy                                             | RolbaRun / Wiegand SoRo | Lifter                | 230                   |                        | 390                   | ?                      | 2010?                 | Teleluge du Vargnoz                   | anfangs reine RolbaRun Bahn, im Jahr 2000 von Wiegand überarbeitet und um ein Stück Edelstahlrinne ergänzt sowie ein Lifter integriert. Ab diesem Zeitpunkt wurden auch Wiegand-Klappschlitten verwendet. |
| Seythenex                                                 | Station La Sambuy, le Vargnoz ⊙                               | Alpine Coaster          | Lifter                |                       |                        | 600                   | 2011                   |                       | Sambuy 4 Slide                        | Ersatzanlage für Teleluge du Vargnoz auf fast gleicher Trasse |
| Viuz-la-Chiésaz                                           | Station du Semnoz, Maison du Semnoz ⊙                         | Wiegand SoRo            | Lifter                |                       |                        | 600                   | 1999                   |                       | Luge d’été du Semnoz                  | |
| Département Haute-Loire                                   |                                                               |                         |                       |                       |                        |                       |                        |                       |                                       | |
| Les Estables                                              | Lugik Parc, Les Balcons du Mézenc ⊙                           | Alpine Coaster          | zwei Lifter           |                       |                        | 323 + 355             | 2019                   |                       | Piste de luges aux Estables           | beide Lifter und Bahnen werden nacheinander ohne Umsteigen durchfahren |
| Département Cantal                                        |                                                               |                         |                       |                       |                        |                       |                        |                       |                                       | |
| Laveissière, Le Lioran                                    | Super Lioran                                                  | RolbaRun                | ?                     | -                     |                        | 320                   | ?                      | ?                     | Luge d’été Le Lioran                  | |
| Laveissière, Le Lioran                                    | Super Lioran, Prairie des Sagnes ⊙                            | Rolba Bob               | Lifter                | 250                   |                        | 400                   | 2007/08                |                       | Déval’luge                            | |
| Département Puy-de-Dôme                                   |                                                               |                         |                       |                       |                        |                       |                        |                       |                                       | |
| Mont-Dore                                                 | Parc des Léchades ⊙                                           | Wiegand SoRo            | Lifter                |                       |                        | 520                   | 1986                   |                       | Luge d’été Lego® du Mont-Dore         | |
| Besse-et-Saint-Anastaise                                  | Super Besse, Rond Point des Pistes ⊙                          | Wiegand SoRo            | Schlepplift           | 200                   |                        | 430                   | 1997                   |                       | Luge d’été Super Besse                | |
| Riom, Dép Puy-de-Dôme                                     | Parc Mirabel, Chemin des Vergnes                              | RolbaRun                | Schlepplift           |                       |                        | 210                   | ?                      | 2003                  | Luge d’été Parc Mirabel               | |
| Département Allier                                        |                                                               |                         |                       |                       |                        |                       |                        |                       |                                       | |
| Laprugne                                                  | La Loge des Gardes, Départemental 182 ⊙                       | Bob France              | Schlepplift           | 150                   |                        | 300                   |                        | ?                     | Bob-luge Loge des Gardes              | Bahn verfallen, 2021 im Park nicht mehr gelistet |
| Region Bourgogne-Franche-Comté                            |                                                               |                         |                       |                       |                        |                       |                        |                       |                                       | |
| Département Saône-et-Loire                                |                                                               |                         |                       |                       |                        |                       |                        |                       |                                       | |
| Le Creusot                                                | Parc Touristique des Combes, Rue des Pyrénées ⊙               | Alpine Coaster          | Lifter                | 220                   |                        | 435                   | 2007 7. April          |                       | Alpine Coaster Parc des Combes        | |
| Le Creusot                                                | Parc Touristique des Combes, Rue des Pyrénées ⊙               | Wiegand SoRo            | Lifter                | 220                   |                        | 425                   | 1996                   |                       | Luge d´été des Combes                 | |
| Region Bretagne                                           |                                                               |                         |                       |                       |                        |                       |                        |                       |                                       | |
| Milizac, Dép. Finistère                                   | La Récré des 3 Curés, Les Trois Curés ⊙                       | Wiegand SoRo            | Lifter                | 150                   |                        | 300                   | 1988                   |                       | Le Bob’s La Récré des 3 Curés         | |
| Region Île-de-France                                      |                                                               |                         |                       |                       |                        |                       |                        |                       |                                       | |
| Étampes, Département Essonne                              | Île de loisirs d’Etampes, 5, avenue Charles-de-Gaulle ⊙       | Alpine Coaster          | Lifter                | 255                   | 80                     | 680                   | 2007                   |                       | Luge toutes saisons                   | |
| Region Hauts-de-France                                    |                                                               |                         |                       |                       |                        |                       |                        |                       |                                       | |
| Département Pas-de-Calais                                 |                                                               |                         |                       |                       |                        |                       |                        |                       |                                       | |
| Houdain, Parc D’Olhain                                    | Maisnil Les Ruitz, Rue de Rebreuve ⊙                          | Alpine Coaster          | Lifter                | 255                   | 70                     | 650                   | 2016                   |                       | Luge Parc D’Olhain                    | |
| Region Okzitanien                                         |                                                               |                         |                       |                       |                        |                       |                        |                       |                                       | |
| Département Hautes-Pyrénées                               |                                                               |                         |                       |                       |                        |                       |                        |                       |                                       | |
| Gèdre                                                     | Place de la bergère ⊙                                         | Bob France              | Lifter                |                       | 35                     | 700                   | 1990                   |                       | Bob luge à Gèdre                      | |
| Beaucens                                                  | Station Hautacam ⊙                                            | Alpine Coaster          | Lifter                |                       |                        | 670                   | 2007                   |                       | Mountain Luge Hautacam                | |
| Département Tarn                                          |                                                               |                         |                       |                       |                        |                       |                        |                       |                                       | |
| Le Garric,                                                | Cap Découverte ⊙                                              | Alpine Coaster          | Lifter                |                       |                        |                       | 2002                   |                       | Luge sur rail Cap Découverte          | |
| Département Pyrénées-Orientales                           |                                                               |                         |                       |                       |                        |                       |                        |                       |                                       | |
| Les Angles                                                | Télécabine Les Pèlerins ⊙                                     | Braso                   | Gondelbahn            | 1500                  | 447                    | 2000                  | 2021                   |                       | Luge Lou Bac Mountain                 | |
| Region Normandie                                          |                                                               |                         |                       |                       |                        |                       |                        |                       |                                       | |
| Cany-Barville, Lac de Caniel                              | Rue du Dessous de Bois ⊙                                      | Wiegand SoRo            | Lifter                |                       |                        | 910                   | 1992                   |                       | Luge d’été de Lac de Caniel links     | |
| Cany-Barville, Lac de Caniel                              | Rue du Dessous de Bois ⊙                                      | Wiegand SoRo            | Lifter                |                       |                        | 910                   | 1992                   |                       | Luge d’été de Lac de Caniel rechts    | |
| La Ferrière-Harang, Dép. Calvados                         | Viaduc de la Souleuvre ⊙                                      | Alpine Coaster          | Lifter                |                       |                        | 570                   | 2013                   |                       | Normandie Luge Viaduc de la Souleuvre | |
| Region Pays de la Loire                                   |                                                               |                         |                       |                       |                        |                       |                        |                       |                                       | |
| Brem-sur-Mer, Dep Vendée                                  | Parc des Dunes, Rue de l’Ecours                               | Spielplatz-Rodelbahn    | per Hand              | 35                    |                        | 90                    |                        |                       | Piste Luge (1)                        | kleine Bahn an der nordwest Ecke des Parks; Ersatz (2011 ?) durch eine neue Bahn ähnlicher Bauart. |
| Brem-sur-Mer, Dep Vendée                                  | Parc des Dunes, Rue de l’Ecours                               | Spielplatz-Rodelbahn    | per Hand              | 55                    |                        | 110                   |                        |                       | Piste Luge (2)                        | große Bahn auf dem Hügel im südlichen Park, Ersatz (2011 ?) durch eine neue Bahn ähnlicher Bauart |
| Brem-sur-Mer, Dep Vendée                                  | Parc des Dunes, Rue de l’Ecours ⊙                             | Spielplatz-Rodelbahn    | per Hand              | 35                    |                        | 90                    | zwischen 2006 und 2011 |                       | Piste Luge (1) Parc des Dunes         | kleine Bahn in der Nordwest-Ecke des Parks, ersetzte eine Vorgängeranlage ähnlicher Bauart. |
| Brem-sur-Mer, Dep Vendée                                  | Parc des Dunes, Rue de l’Ecours ⊙                             | Spielplatz-Rodelbahn    | per Hand              | 55                    |                        | 150                   | zwischen 2006 und 2011 |                       | Piste Luge (2) Parc des Dunes         | große Bahn auf dem Hügel im südlichen Parkteil, ersetzte eine Vorgängeranlage ähnlicher Bauart. |
| Sautron, Dep. Loire-Atlantique                            | Parc des Naudières, Route de Vannes D 965 ⊙                   | Spielplatz-Rodelbahn    | per Hand              | 50                    |                        | 160                   | 2004                   |                       | La Luge Les Naudières                 | |
| Region Provence-Alpes-Côte d’Azur                         |                                                               |                         |                       |                       |                        |                       |                        |                       |                                       | |
| Département Alpes-Maritimes                               |                                                               |                         |                       |                       |                        |                       |                        |                       |                                       | |
| Valdeblore                                                | La Colmiane ⊙                                                 | Braso                   | Sessellift            |                       | 319                    | 1650                  | 2006                   |                       | Luge d’été La Colmiane                | |
| Valberg                                                   | Garibeuil, Avenue de Valberg ⊙                                | RolbaRun                | Förderband            |                       | 44                     | 341                   |                        |                       | Luge d’été links                      | Sessellift Ende 2020 durch überdachtes Förderband (Zauberteppich) ersetzt |
| Valberg                                                   | Garibeuil, Avenue de Valberg ⊙                                | RolbaRun                | Förderband            |                       | 43                     | 350                   |                        |                       | Luge d’été rechts                     | Sessellift Ende 2020 durch überdachtes Förderband (Zauberteppich) ersetzt |
| Département Alpes-de-Haute-Provence                       |                                                               |                         |                       |                       |                        |                       |                        |                       |                                       | |
| Allos                                                     | Val d’Allos - la Foux, Route du col d’Allos ⊙                 | Alpine Coaster          | Lifter                | 330                   |                        | 665                   | 2013                   |                       | Luge multisaison Verdon Express       | |
| Uvernet-Fours                                             | Station Pra Loup 1600, Front de pistes ⊙                      | Alpine Coaster          | Lifter                |                       | 115                    | 800                   | 2020                   |                       | Praloops                              | |
| Département Hautes-Alpes                                  |                                                               |                         |                       |                       |                        |                       |                        |                       |                                       | |
| Montgenèvre                                               | Le Peychier ⊙                                                 | Bob France              | Lifter ?              |                       |                        |                       | ?                      | ?                     | Bob Luge                              | Ersatz durch Monty Express an anderer Stelle |
| Montgenèvre                                               | Gondelbahn Le Chavlet, Route d’Italie ⊙                       | Braso                   | Gondelbahn            |                       | 276                    | 1350                  | 2010                   |                       | Luge Monty Express                    | |
| Puy-Saint-Vincent                                         | Station 1600, Télésiège l'Escapade ⊙                          | RolbaRun                | Sessellift            |                       | 124                    | 750                   | ?                      |                       | Luge d’été Puy Saint Vincent          | |
| Les Orres                                                 | Station des Orres, Front de neige ⊙                           | Alpine Coaster          | Lifter                |                       |                        | 770                   | 2009                   |                       | Luge l’Orrian Express                 | |
| Molines-en-Queyras                                        | Clot la Chalp ⊙                                               | Wiegand SoRo            | Sessellift            |                       |                        | 600                   | 1989                   | 2016 ?                | Luge d’été                            | 2018 ersetzt durch Coaster Luge de Molines auf weitgehend gleicher Trasse |
| Molines-en-Queyras                                        | Clot la Chalp ⊙                                               | Alpine Coaster          | Lifter                | 370                   | 83                     | 605                   | 2018                   |                       | Luge de Molines                       | |
| Risoul                                                    | Station de Risoul 1850, Les Chalps ⊙                          | Alpine Coaster          | Lifter                |                       |                        | 690                   | 2010                   |                       | Luge Dévale                           | |
| Vars                                                      | Le Fournet ⊙                                                  | Alpine Coaster          | Lifter                | 490                   | 123                    | 1027                  | 2019                   |                       | La luge du Caribou                    | |

### Großbritannien
Stillgelegte und abgebaute Anlagen sind rosa hinterlegt. Georeferenzierung bezieht sich in der Regel auf die Zu-/Ausstiegsstelle.
| Ort (Ortsteil) Grafschaft     | Lage                                            | Typ                  | Bergauf- transport   | Länge auf- wärts m   | Höhen- unter- schied m | Länge ab- wärts m    | von                  | bis                  | Name der Bahn                   | Bemerkungen                                                                        |
| England                       | England                                         | England              | England              | England              | England                | England              | England              | England              | England                         | England                                                                            |
| Region East Midlands          | Region East Midlands                            | Region East Midlands | Region East Midlands | Region East Midlands | Region East Midlands   | Region East Midlands | Region East Midlands | Region East Midlands | Region East Midlands            | Region East Midlands                                                               |
| ----------------------------- | ----------------------------------------------- | -------------------- | -------------------- | -------------------- | ---------------------- | -------------------- | -------------------- | -------------------- | ------------------------------- | ---------------------------------------------------------------------------------- |
| Swadlincote, Derbyshire       | Swadlincote Ski and Snowboard Centre ⊙          | Wiegand SoRo         | Lifter               |                      |                        | 450                  | 1992                 | 2021 iB              | Cresta Run                      |                                                                                    |
| Region Südostengland          |                                                 |                      |                      |                      |                        |                      |                      |                      |                                 |                                                                                    |
| Grafschaft Kent               |                                                 |                      |                      |                      |                        |                      |                      |                      |                                 |                                                                                    |
| Gillingham                    | Chatham Ski & Snowboard Centre, Capstone Road ⊙ | Wiegand SoRo         | Lifter               |                      |                        | 550                  | 1999                 | 2021 iB              | Cresta Run                      |                                                                                    |
| Berkshire                     |                                                 |                      |                      |                      |                        |                      |                      |                      |                                 |                                                                                    |
| Bracknell, Berkshire          | John Nike Leisuresport Complex ⊙                | SunnyRoll            | Sessellift           |                      |                        |                      |                      | 2020                 | Cresta Run                      | 2020 Betrieb eingestellt                                                           |
| Windsor                       | Windsor Safari Park                             | Wiegand SoRo         | Lifter               |                      |                        | 400                  | 1987                 | 1992                 | Kilimanjaro Toboggan Ride left  | neuer Name: Legoland Windsor Resort                                                |
| Windsor                       | Windsor Safari Park                             | Wiegand SoRo         | Lifter               |                      |                        | 400                  | 1987                 | 1992                 | Kilimanjaro Toboggan Ride right | neuer Name: Legoland Windsor Resort                                                |
| Isle of Wight                 |                                                 |                      |                      |                      |                        |                      |                      |                      |                                 |                                                                                    |
| Downend, Isle of Wight        | Robin Hill Adventure Park & Gardens ⊙           | Wiegand SoRo         | Lifter               |                      |                        | 440                  | 1990                 | 2021 iB              | Toboggan Run                    |                                                                                    |
| Ryde                          | Harcourt Sands Holiday Village Puckpool Hill    | Wiegand SoRo         | Lifter               |                      |                        | 170                  | 1993                 | 2006                 | Toboggan Run Harcourt Sands     | Ferienanlage wurde 2006 geschlossen                                                |
| Region Südwestengland         |                                                 |                      |                      |                      |                        |                      |                      |                      |                                 |                                                                                    |
| Blackawton, Devon             | Woodlands Leisure Park ⊙                        | Wiegand SoRo         | Lifter               |                      |                        | 403                  | 1995                 | 2021 iB              | Tornado Toboggan Run            |                                                                                    |
| Duporth, Cornwall             | Duporth Holiday Village                         | Wiegand SoRo         | Lifter               |                      |                        | 250                  | 1993                 | 2006                 | Toboggan Slide                  | Ferienpark wurde 2006 geschlossen und danach neu bebaut                            |
| Exeter, Sandy Bay, Devon      | Devon Cliffs Holiday Park                       |                      |                      |                      |                        |                      |                      |                      | Toboggan Run Devon Cliffs       | Genehmigungsunterlagen vorhanden, Aber es ist unsicher, ob sie jemals gebaut wurde |
| Plymouth, Devon               | Plymouth Ski Centre ⊙                           | Wiegand SoRo         | Lifter               |                      |                        | 504                  | 1998                 | 2021 iB              | Cresta Run                      |                                                                                    |
| Region West Midlands          |                                                 |                      |                      |                      |                        |                      |                      |                      |                                 |                                                                                    |
| Alton, Staffordshire          | Alton Towers                                    | RolbaRun             | Trans- mobilbahn ?   | -                    |                        | 160                  | 1980                 | 1986                 | Alpine Bobsleigh left           |                                                                                    |
| Alton, Staffordshire          | Alton Towers                                    | RolbaRun             | Trans- mobilbahn ?   | -                    |                        | 160                  | 1980                 | 1986                 | Alpine Bobsleigh right          |                                                                                    |
| Stoke-on-Trent, Staffordshire | Stoke Ski Centre, Festival Way, Festival Park   | Alpine Coaster       | Lifter               |                      |                        | 60                   | 2003                 | 2006                 | Alpine Coaster                  | Abbau 2006                                                                         |
| Wales                         |                                                 |                      |                      |                      |                        |                      |                      |                      |                                 |                                                                                    |
| Betws-y-Coed, Clwyd           | Zip World Fforest ⊙                             | Alpine Coaster       | Lifter               | 365                  |                        | 710                  | 2017                 |                      | Fforest Coaster                 |                                                                                    |
| Llandudno, Clwyd              | Llandudno Ski Centre ⊙                          | Wiegand SoRo         | Lifter               |                      |                        | 510                  | 1987                 | 2021 iB              | Cresta Run Llandudno Ski Centre |                                                                                    |
| Llanelli, Dyfed               | Pembrey Country Park ⊙                          | Wiegand SoRo         | Lifter               |                      |                        | 428                  | 1993                 | 2021 iB              | Toboggan Pembrey Country Park   |                                                                                    |
| Narberth, Dyfed               | Oakwood Theme Park ⊙                            | Wiegand SoRo         | Lifter               |                      |                        | 275                  | 1986                 | 2014 iB              | Bobsleigh                       |                                                                                    |
| Ebbw Vale, Südwales           | Ebbw Vale Garden Festival, Green Stree          | Wiegand SoRo         | Lifter               |                      |                        | 355                  | 1992                 | 1992                 | Summer Toboggan Garden Festival |                                                                                    |
| Tonna-Cilfrew, West Glamorgan | Penscynor Wild Life Park                        | RolbaRun             | Sessellift ?         |                      |                        | 235                  | 1982                 | 1998                 | Alpine Slide left               | Park wurde 1998 geschlossen                                                        |
| Tonna-Cilfrew, West Glamorgan | Penscynor Wild Life Park                        | RolbaRun             | Sessellift ?         |                      |                        | 235                  | 1982                 | 1998                 | Alpine Slide right              | Park wurde 1998 geschlossen                                                        |

### Italien
| Ort (Ortsteil)                  | Lage                                                | Typ               | Bergauf- transport | Länge auf- wärts m | Höhen- unter- schied m | Länge ab- wärts m  | von               | bis               | Name der Bahn                                 | Bemerkungen                                                                            |
| Region Basilikata               | Region Basilikata                                   | Region Basilikata | Region Basilikata  | Region Basilikata  | Region Basilikata      | Region Basilikata  | Region Basilikata | Region Basilikata | Region Basilikata                             | Region Basilikata                                                                      |
| ------------------------------- | --------------------------------------------------- | ----------------- | ------------------ | ------------------ | ---------------------- | ------------------ | ----------------- | ----------------- | --------------------------------------------- | -------------------------------------------------------------------------------------- |
| Lagonegro                       |                                                     | Alpine Coaster    |                    |                    |                        | 500                | 1999              |                   | Sommerrodelbahn Lagonegro                     |                                                                                        |
| Trecchina, Monte Serra Pollino  | Parco delle Stelle, Viale degli Argentieri ⊙        | Alpine Coaster    | Lifter             |                    |                        | 550                | 2018              |                   | Sommerrodelbahn Via Lattea                    |                                                                                        |
| Region Emilia-Romagna           |                                                     |                   |                    |                    |                        |                    |                   |                   |                                               |                                                                                        |
| Sestola                         | Adventurepark Cimone ⊙                              | Braso             | Sessellift         |                    |                        | 675                | 2006              |                   | Sommerrodelbahn Sestola                       |                                                                                        |
| Region Friaul-Julisch Venetien  |                                                     |                   |                    |                    |                        |                    |                   |                   |                                               |                                                                                        |
| Piancavallo                     | Piazzale Tremol ⊙                                   | Alpine Coaster    | Lifter             |                    |                        | 650                | 2007              |                   | Sommerrodelbahn Piancavallo                   |                                                                                        |
| Tarvis-Camporosso in Valcanale  | Piana dell’Angelo ⊙                                 | Alpine Coaster    | Lifter             | 215                | 73                     | 665                | 2015              |                   | Sommerrodelbahn Fun-Bob Tarvis                |                                                                                        |
| Region Kalabrien                |                                                     |                   |                    |                    |                        |                    |                   |                   |                                               |                                                                                        |
| Cotronei-Trepidò                | Villaggio Palumbo ⊙                                 | Wiegand SoRo      | Lifter             |                    |                        | 750 bzw. 725 Meter | 1990 / 1987       |                   | Sommerrodelbahn Villaggio Palumbo             | 2 Bahnen                                                                               |
| Pedace                          | Lago Arvo ⊙                                         | Alpine Coaster    | Lifter             |                    |                        | 460                | 1999              |                   | Sommerrodelbahn Lorica di Pedace              |                                                                                        |
| Santo Stefano in Aspromonte     | Gambarie, Viale degli Sci ⊙                         | Alpine Coaster    | Lifter             |                    |                        | 425                | 2018              |                   | Bob Estivo Gambarie                           |                                                                                        |
| Region Latium                   |                                                     |                   |                    |                    |                        |                    |                   |                   |                                               |                                                                                        |
| Subiaco (Livata)                | Viale dei Boschi 9, Monte Livata ⊙                  | Alpine Coaster    | Lifter             |                    |                        | 580                | 2007              |                   | Slittinovia Monte Livata                      |                                                                                        |
| Region Lombardei                |                                                     |                   |                    |                    |                        |                    |                   |                   |                                               |                                                                                        |
| Darfo Boario Terme-Boario Terme | Piazzale Terme 3 ⊙                                  | Alpine Coaster    | Lifter             | 175                |                        | 405                | 2009              |                   | Sommerrodelbahn Terme di Boario               |                                                                                        |
| Castione della Presolana        | Passo del Presolana, Via Donico ⊙                   | Wiegand SoRo      | Lifter             |                    |                        | 592                | 1993              | ?                 | Sommerrodelbahn Presolana                     | unklar, Anlage 2021 auf der Tourismusseite nicht mehr gelistet                         |
| Grone (Lombardei)               | Colli di San Fermo, Via Dei Fiori ⊙                 | Wiegand SoRo      | Lifter             |                    |                        | 550                | 2001              |                   | Sommerrodelbahn Bob estivo Colli di San Fermo |                                                                                        |
| Valdidentro, Prov. Sondrio      | Isolaccia, Pian della Mota ⊙                        | Alpine Coaster    | Lifter             |                    |                        | 545                | 2019              |                   | Family Bob Cima Piazzi                        |                                                                                        |
| Region Piemont                  |                                                     |                   |                    |                    |                        |                    |                   |                   |                                               |                                                                                        |
| Brignano-Frascata-Val Curone    | Caldirola ⊙                                         | Alpine Coaster    | Lifter             |                    |                        | 950                | 2009              | 2014?             | Sommerrodelbahn Parco Val Curone              | Fortexistenz fraglich, lt. Homepage seit 2014 geschlossen?                             |
| Bardonecchia                    | Regione Molino, Campo Smith, n. 18 ⊙                | Alpine Coaster    |                    |                    |                        | 835                | 2018              |                   | Bardonecchia Alpine Coaster                   |                                                                                        |
| Frabosa Sottana                 | Artesina S.p.A ⊙                                    | Braso             |                    | 200                |                        | 1266               | 2006              |                   | Sommerrodelbahn Bob Estivo Artesina           |                                                                                        |
| Piatto (Biella)                 | Rifugio Monte Marca, Bielmonte ⊙                    | RolbaRun          | Sessellift         |                    | 150                    | 600                | ?                 |                   | Rolba Run Rifugio Monte Marca                 | ,                                                                                      |
| Rimasco (Alto Sermenza)         | Seggiovia Alpe Campo di Rimasco, Pian della Ratta ⊙ | Braso             | Sessellift         |                    | 250                    | 1000               | 2014              |                   | Fun Bob dell’Alpe Campo di Rimasco            |                                                                                        |
| Stresa                          | Monte Mottarone, Via Mottarone ⊙                    | Alpine Coaster    | Lifter             |                    |                        | 700                | 2009              |                   | Sommerrodelbahn Alpyland                      |                                                                                        |
| Region Toskana                  |                                                     |                   |                    |                    |                        |                    |                   |                   |                                               |                                                                                        |
| Cutigliano                      | Viale dei Cacciatori, 6, Doganaccia ⊙               | Alpine Coaster    | Lifter             |                    |                        | 480                | 2009              |                   | Sommerrodelbahn Bob-Su-Rotaia                 |                                                                                        |
| Region Venetien                 |                                                     |                   |                    |                    |                        |                    |                   |                   |                                               |                                                                                        |
| Auronzo di Cadore               | Sesselbahn Taiarezze-Malon, ⊙                       | Braso             | Sesselbahn         |                    |                        | 1450               | 2005              |                   | Sommerrodelbahn Fun-Bob Auronzo               |                                                                                        |
| Belluno,                        | Nevegal, Col dei Pez ⊙                              | Braso             | Sessellift         |                    |                        |                    | ?                 | 2013?             | Fun Bob Nevegal                               | Etliche Betreiberwechsel, wirtschaftliche Schwierigkeiten, Bahn nicht mehr aufgebaut , |
| Castelnuovo del Garda           | Via Derna, 4                                        | Summertubing      |                    |                    |                        | 100                |                   |                   |                                               |                                                                                        |
| Region Trentino-Südtirol        |                                                     |                   |                    |                    |                        |                    |                   |                   |                                               |                                                                                        |
| Innichen                        | An der Haunold-Sesselbahn ⊙                         | Braso             | Sesselbahn         |                    | 314                    | 1739               | 2003              |                   | Sommerrodelbahn Funbob Innichen               | Maximales Gefälle: 40 %                                                                |
| Ahrntal-Steinhaus               | Skiarena Klausberg ⊙                                | Alpine Coaster    | Lifter             |                    |                        | 920                | 2010              |                   | Sommerrodelbahn Klausberg-Flitzer             |                                                                                        |
| Meran                           | Meran 2000, Piffinger Köpfl ⊙                       | Alpine Coaster    | Lifter             | 350                | 150                    | 1100               | 2006              |                   | Alpin-Bob Meran 2000                          |                                                                                        |
| Predazzo                        | Seilbahn Predazzo-Gardonè, an der Bergstation ⊙     | Alpine Coaster    | Lifter             | 260                |                        | 725                | 2006              |                   | Alpine Coaster Gardonè                        |                                                                                        |
| Sterzing                        | Rosskopf, Panorama-Gondelbahn ⊙                     | Braso             | Gondelbahn         | 822                | 273,7                  | 1303               | 2021              |                   | Panorama Mountain Coaster                     |                                                                                        |

### Polen
| Ort (Ortsteil)                          | Lage                                                          | Typ                          | Bergauf- transport           | Länge auf- wärts m           | Höhen- unter- schied m       | Länge ab- wärts m            | von                          | bis                          | Name der Bahn                              | Bemerkungen                  |  |
| Woiwodschaft Ermland-Masuren            | Woiwodschaft Ermland-Masuren                                  | Woiwodschaft Ermland-Masuren | Woiwodschaft Ermland-Masuren | Woiwodschaft Ermland-Masuren | Woiwodschaft Ermland-Masuren | Woiwodschaft Ermland-Masuren | Woiwodschaft Ermland-Masuren | Woiwodschaft Ermland-Masuren | Woiwodschaft Ermland-Masuren               | Woiwodschaft Ermland-Masuren |  |
| --------------------------------------- | ------------------------------------------------------------- | ---------------------------- | ---------------------------- | ---------------------------- | ---------------------------- | ---------------------------- | ---------------------------- | ---------------------------- | ------------------------------------------ | ---------------------------- |  |
| Mikołajki                               | Hotel Gołębiewski Mikołajki, Skihang ⊙                        | Alpine Coaster               | Lifter                       | 320                          |                              | 520                          | 2016                         |                              | Alpine Coaster Gołębiewski Mikołajki       |                              |  |
| Woiwodschaft Großpolen                  |                                                               |                              |                              |                              |                              |                              |                              |                              |                                            |                              |  |
| Poznań (Posen)                          | Wiankowa 2, Malta-Ski ⊙                                       | Alpine Coaster               | Lifter                       |                              |                              | 330                          | 2009                         |                              | Alpine Coaster Anyksciu                    |                              |  |
| Poznań (Posen)                          | Wiankowa 2, Malta-Ski ⊙                                       | Wiegand SoRo                 | Lifter                       |                              |                              | 350                          | 1998                         |                              | Tor Saneczkowy Malta-Ski                   |                              |  |
| Woiwodschaft Heiligkreuz                |                                                               |                              |                              |                              |                              |                              |                              |                              |                                            |                              |  |
| Gmina Bałtów                            | Szwajcaria bałtowska, Bałtów 8a ⊙                             | RolbaBob                     | Lifter                       | 135                          |                              | 382                          |                              |                              | Rollercoaster Bałtów                       |                              |  |
| Woiwodschaft Karpatenvorland            |                                                               |                              |                              |                              |                              |                              |                              |                              |                                            |                              |  |
| Przemyśl                                | ul. Ludwika Pasteura 2A ⊙                                     | Alpine Coaster               | Lifter                       | 234                          | 38                           | 380                          | 2006                         |                              | Tor Saneczkowy Przemyśl                    |                              |  |
| Woiwodschaft Kleinpolen                 |                                                               |                              |                              |                              |                              |                              |                              |                              |                                            |                              |  |
| Gmina Czorsztyn                         | Kluszkowce, ul. Kamieniarska 30 a ⊙                           | Alpine Coaster               | Lifter                       | 300                          | 84                           | 700                          | 2001                         |                              | Kolejka Gorska Alpine Coaster              |                              |  |
| Krynica-Zdrój                           | ul. Dąbrowskiego 15 ⊙                                         | Wiegand SoRo                 | Lifter                       | 200                          | 55                           | 705                          | 2001                         |                              | Sankostrada całoroczny tor saneczkowy      |                              |  |
| Szczawnica                              | Skigebiet Palenica, ul. Główna 7 ⊙                            | Wiegand SoRo                 | Schlepplift                  |                              |                              | 570                          | 1998                         |                              | Zjeżdżalnia grawitacyjna Szczawnica        |                              |  |
| Zakopane, Gubałówka                     | Bei der Bergstation der Standseilbahn Gubałówka ⊙             | Wiegand SoRo                 | Schlepplift                  |                              |                              | 750                          | 1992                         |                              | Zjeżdżalnia grawitacyjna na Gubałówce      |                              |  |
| Woiwodschaft Łódź                       |                                                               |                              |                              |                              |                              |                              |                              |                              |                                            |                              |  |
| Łódź, Stadtteil Górna                   | Restaurant Bacówce u Józka, ul. Starorudzka 50 ⊙              | Wiegand SoRo                 | Lifter                       | 160                          |                              | 580                          | 2003                         |                              | Tor saneczkowy Rudzka Góra                 |                              |  |
| Gmina Kamieńsk                          | Góra Kamieńska, Kamieńsk, Huby Ruszczyńskie ⊙                 | Alpine Coaster               | Lifter                       | 365                          |                              | 620                          | 2008                         |                              | Tor saneczkowy Góra Kamieńsk               |                              |  |
| Woiwodschaft Masowien                   |                                                               |                              |                              |                              |                              |                              |                              |                              |                                            |                              |  |
| Warschau                                | Drawska 22 ⊙                                                  | Alpine Coaster               | Lifter                       |                              |                              | 530                          | 1999                         |                              | Alpine Coaster Warszawa                    |                              |  |
| Woiwodschaft Niederschlesien            |                                                               |                              |                              |                              |                              |                              |                              |                              |                                            |                              |  |
| Jedlina-Zdrój (Bad Charlottenbrunn)     | Czarodziejska Góra, ul. Poznańska ⊙                           | Wiegand SoRo                 | Lifter                       | 370                          |                              | 450                          | 2008                         |                              | Sommerrodelbahn Jedlina-Zdrój              |                              |  |
| Karpacz (Krummhübel)                    | Centrum Rekreacji i Sportu Kolorowa, Parkowa 10 ⊙             | Alpine Coaster               | Lifter                       | 240                          |                              | 800                          | 2001                         |                              | Alpine Coaster Kolorowa Karpaczczu         |                              |  |
| Karpacz                                 | Centrum Rekreacji i Sportu Kolorowa, Parkowa 10 ⊙             | Wiegand SoRo                 | Schlepplift                  | 370                          |                              | 1060                         | 2001                         |                              | Sommerrodelbahn Kolorowa Karpacz           |                              |  |
| Karpacz                                 | Hotel Gołębiewski, ul. Karkonoska 14 ⊙                        | Alpine Coaster               | Lifter                       | 220                          |                              | 530                          | 2016                         |                              | Gołębiewski Alpine Coaster                 |                              |  |
| Polanica-Zdrój (Altheide-Bad)           | Duszniki-Zdrój, Zieleniec 2 ⊙                                 | Wiegand SoRo                 | Lifter                       |                              |                              | 500                          | 2001                         |                              | Tor saneczkowy Góralka                     |                              |  |
| Sienna (Heudorf), Gmina Stronie Śląskie | Skigebiet Czarna Góra, Sienna 11, Stronie Śląskie ⊙           | Alpine Coaster               | Lifter                       |                              |                              | 661                          | 2014                         |                              | Alpine Coaster Czarna Żmija                |                              |  |
| Świeradów-Zdrój (Bad Flinsberg)         | Talstation der Gondelbahn zur Heufuderbaude, ul. Źródlana 7 ⊙ | Alpine Coaster               | Lifter                       |                              |                              | 470                          | 2021                         |                              | Ski&Sun Coaster                            |                              |  |
| Szklarska Poręba (Schreiberhau)         | Park Esplanada, Jedności Narodowej ⊙                          | Alpine Coaster               | Lifter                       |                              |                              | 550                          | 2010                         |                              | Alpine Coaster Park Esplanada              |                              |  |
| Woiwodschaft Opole                      |                                                               |                              |                              |                              |                              |                              |                              |                              |                                            |                              |  |
| Sankt Annaberg (Góra Świętej Anny)      | ul. Planetorza 2 ⊙                                            | Alpine Coaster               | Lifter                       |                              |                              | 400                          | 2012                         |                              | Zjeżdżalnia grawitacyjna Góra Świętej Anny |                              |  |
| Woiwodschaft Schlesien                  |                                                               |                              |                              |                              |                              |                              |                              |                              |                                            |                              |  |
| Bielsko-Biała (Bielitz-Biala)           | Dębowiec, ul. Skalna 58 ⊙                                     | Wiegand SoRo                 | Lifter                       | 115                          |                              | 410                          | 2001                         |                              | Tor saneczkowy Słoneczna Polana            |                              |  |
| Międzybrodzie Bialskie (Mienzebrosche)  | Góra Żar, ul Górska 6 ⊙                                       | Alpine Coaster               | Lifter                       |                              |                              | 374                          | 2007                         |                              | Całoroczny Tor Saneczkowy na Górze Żar     |                              |  |
| Ogrodzieniec                            | Podzamcze, ul. Zamkowa 33 ⊙                                   | Wiegand SoRo                 | Lifter                       |                              |                              | 282                          | 2013                         |                              | Tor Saneczkowy Park Ogrodzieniec           |                              |  |
| Ustroń                                  | Velká Čantoryje, 3 Maja 130 ⊙                                 | Wiegand SoRo                 | Schlepplift                  |                              |                              | 750                          | 1997                         |                              | Tor saneczkowy na Czantorii                |                              |  |
| Ustroń                                  | Górski Park Równica, Równica 20 ⊙                             | Alpine Coaster               | Lifter                       | 200                          |                              | 600                          | 2006                         |                              | Całoroczny tor saneczkowy Równica          |                              |  |

### Tschechien
| Ort (Ortsteil)                                                           | Lage                                                   | Typ            | Bergauf- transport | Länge auf- wärts m | Höhen- unter- schied m | Länge ab- wärts m | von  | bis  | Name der Bahn                     | Bemerkungen                                                                           |
| Prag                                                                     | Prag                                                   | Prag           | Prag               | Prag               | Prag                   | Prag              | Prag | Prag | Prag                              | Prag                                                                                  |
| ------------------------------------------------------------------------ | ------------------------------------------------------ | -------------- | ------------------ | ------------------ | ---------------------- | ----------------- | ---- | ---- | --------------------------------- | ------------------------------------------------------------------------------------- |
| Prag-Vysočany                                                            | Bobová dráha Prosek, Prosecká 906/34b ⊙                | Wiegand SoRo   | Lifter             |                    | 44,5                   | 780               | 2003 |      | Bobová dráha Prosek               |                                                                                       |
| Jihočeský kraj (Südböhmische Region)                                     |                                                        |                |                    |                    |                        |                   |      |      |                                   |                                                                                       |
| Lipno nad Vltavou (Lippen)                                               | Bobovka Lipno, Slupečná 301 ⊙                          | Alpine Coaster | Lifter             |                    |                        | 752               | 2016 |      | Alpine Coaster Lipno              |                                                                                       |
| Lipno nad Vltavou (Lippen)                                               | Bobovka Lipno, Slupečná 301 ⊙                          | Wiegand SoRo   | Lifter             |                    |                        | 910               | 2005 |      | Sommerrodelbahn Lipno             |                                                                                       |
| Ústecký kraj (Aussiger Region)                                           |                                                        |                |                    |                    |                        |                   |      |      |                                   |                                                                                       |
| Klíny (Göhren)                                                           | Sport areál Kliny, Rašov 64 ⊙                          | Braso          | Sessellift         |                    | 130                    | 814               | 2018 |      | Bobová dráha Kliny                |                                                                                       |
| Liberecký kraj (Reichenberger Region)                                    |                                                        |                |                    |                    |                        |                   |      |      |                                   |                                                                                       |
| Janov nad Nisou (Johannesberg)                                           | Janov, Hraničná 602 ⊙                                  | Wiegand SoRo   | Lifter             | 270                | 78                     | 900               | 2006 |      | Bobová dráha Janov nad Nisou      |                                                                                       |
| Jeřmanice (Hermannsthal) bzw. Dlouhý Most (Langenbruck)                  | Skigebiet am Javorník, Javornická 350 ⊙                | Alpine Coaster | Lifter             | 550                | 80,5                   | 1100              | 2010 |      | Bobová Dráha Obří Sud Javorník    |                                                                                       |
| Harrachov (Harrachsdorf)                                                 | MonkeyPark, Harrachov 603 ⊙                            | Wiegand SoRo   | Lifter             |                    | 38                     | 550               | 2004 |      | Bobová dráha Harrachov            |                                                                                       |
| Královéhradecký kraj (Königgrätzer Region)                               |                                                        |                |                    |                    |                        |                   |      |      |                                   |                                                                                       |
| Mladé Buky (Jungbuch)                                                    | Skipark Mladé Buky, Kalná Voda 7 ⊙                     | Alpine Coaster | Lifter             | 490                | 105                    | 985               | 2011 |      | Bobová Dráha Berta                |                                                                                       |
| Pec pod Sněžkou (Petzer)                                                 | Relaxpark, U Přehrady 302 ⊙                            | Alpine Coaster | Liftler            | 200                |                        | 700               | 2007 |      | Bobová Dráha Relaxpark Pec        |                                                                                       |
| Spindleruv Mlyn (Spindlermühle)                                          | MonkeyPark, Bedřichov 161 ⊙                            | Wiegand SoRo   | Lifter             |                    |                        | 966               | 1999 |      | Bobová dráha Spindleruv Mlyn      |                                                                                       |
| Pardubický kraj (Pardubitzer Region)                                     |                                                        |                |                    |                    |                        |                   |      |      |                                   |                                                                                       |
| Dolní Morava (Niedermohrau)                                              | Dolní Morava 58 ⊙                                      | Alpine Coaster | 3 Lifter           | 1201               | 364                    | 3043              | 2019 |      | Mamutí horská dráha               |                                                                                       |
| Dolní Morava (Niedermohrau)                                              | U Slona, Velká Morava 132 ⊙                            | Alpine Coaster | Lifter             | 560                | 110                    | 1000              | 2011 |      | Bobová dráha U Slona              |                                                                                       |
| Pastviny (Weiden)                                                        | Areál Na Pláži, Pastviny 49 ⊙                          | Alpine Coaster | 2 Lifter           |                    |                        | 205 + 303         | 2018 |      | Bobová dráha Pastviny             | Doppelbahn, beide Lifter und Abfahrten werden nacheinander ohne Umsteigen durchfahren |
| Olomoucký kraj (Olmützer Region)                                         |                                                        |                |                    |                    |                        |                   |      |      |                                   |                                                                                       |
| Hrubá Voda (Großwasser)                                                  | PARK SPORTU Hrubá Voda, Hrubá Voda 21 ⊙                | Alpine Coaster | Lifter             | 230                | 52                     | 620               | 2013 |      | Bobová dráha v Resortu Hrubá Voda |                                                                                       |
| Ostružná-Petříkov (Spornhau-Peterswald)                                  | Sportovní areál KASTE, Petříkov 82 ⊙                   | Braso          | Schlepplift        |                    | 97                     | 784               | 2006 |      | Letní bobová dráha Petříkov       | Geschwindigkeit bis 45 km/h                                                           |
| Staré Město pod Sněžníkem (Mährisch Altstadt), Stříbrnice (Stubenseifen) | Ski Areál Kraličák, Stříbrnice 70                      | Alpine Coaster | Lifter             |                    |                        | 675               | 2021 |      | Bobová dráha Kraličák             |                                                                                       |
| Moravskoslezský kraj (Mährisch-Schlesische Region)                       |                                                        |                |                    |                    |                        |                   |      |      |                                   |                                                                                       |
| Čeladná (Czeladna)                                                       | Čeladná 984, Malá Stolová ⊙                            | Alpine Coaster | Lifter             |                    |                        | 824               | 2019 |      | Boboffka Bobová dráha Čeladná     |                                                                                       |
| Mosty u Jablunkova (Mosty bei Jablunkau)                                 | Skiareál Mosty u Jablunkova, Mosty u Jablunkova 1111 ⊙ | Alpine Coaster | Lifter             | 300                |                        | 650               | 2004 |      | Bobová dráha Mosty u Jablunkova   |                                                                                       |
| Odry-Tošovice (Odrau - Taschendorf)                                      | Heipark, Tošovice 72 ⊙                                 | Alpine Coaster | Lifter             | 300                | 77                     | 965               | 2005 |      | Bobová Dráha Tošovice             |                                                                                       |
| Jihomoravský kraj (Südmährische Region)                                  |                                                        |                |                    |                    |                        |                   |      |      |                                   |                                                                                       |
| Brünn, Líšeň (Lösch)                                                     | Mariánské údolí 2169/3 ⊙                               | Alpine Coaster | Lifter             | 218                | 67                     | 803               | 2016 |      | Bobovka u mlýna                   |                                                                                       |
| Němčičky u Hustopečí (Klein Niemtschitz)                                 | Arboretum ⊙                                            | Alpine Coaster | Lifter             |                    |                        | 671               | 2010 |      | Bobová dráha Němčičky             | Geschlossen seit 2013, Gegenstand eines Subventionsbetruges.                          |

### Lettland, Russland, Slowakei, Slowenien, Ungarn, Ukraine
| Ort (Ortsteil)                          | Lage                                           | Typ            | Bergauf- transport | Länge auf- wärts m | Höhen- unter- schied m | Länge ab- wärts m                            | von              | bis      | Name der Bahn                  | Bemerkungen           |
| Lettland                                | Lettland                                       | Lettland       | Lettland           | Lettland           | Lettland               | Lettland                                     | Lettland         | Lettland | Lettland                       | Lettland              |
| --------------------------------------- | ---------------------------------------------- | -------------- | ------------------ | ------------------ | ---------------------- | -------------------------------------------- | ---------------- | -------- | ------------------------------ | --------------------- |
| Sigulda                                 | Tarzans-Park, Peldu iela 1 ⊙                   | Braso          | Sessellift         |                    |                        | 380                                          |                  |          | Rodelu Trase                   |                       |
| Matkule, Bezirk Tukums                  | Zviedru Cepure ⊙                               | Wiegand SoRo   | Schlepplift        |                    |                        | 300                                          | 2001             |          | Sommerrodelbahn Zviedru Cepure |                       |
| Inčukalns, Vītiņkalni                   | Krustiņi, Rāmkalni Park ⊙                      | Wiegand SoRo   | Lifter             |                    |                        | 370                                          | 2002             |          | Sommerrodelbahn Rāmkalni Park  |                       |
| Russland                                |                                                |                |                    |                    |                        |                                              |                  |          |                                |                       |
| Gorochowez                              |                                                | Braso          |                    |                    |                        | 960                                          |                  |          | Sommerrodelbahn Gorokhovents   |                       |
| Krasnojarsk                             |                                                | Alpine Coaster |                    |                    |                        | 2410                                         | 2006             |          | Alpine Coaster Krasnojarsk     |                       |
| Moskau                                  | Kruglino                                       | Alpine Coaster |                    |                    |                        | 553                                          | 2002             |          | Alpine Coaster Moskau          |                       |
| Slowakei                                |                                                |                |                    |                    |                        |                                              |                  |          |                                |                       |
| Demänovská Dolina-Žiarce, Žilinský kraj | Fun Park Žiarce, Pavčina Lehota ⊙              | Braso          | Schlepplift        |                    |                        | 930                                          |                  |          | Bobová dráha Žiarce            |                       |
| Donovaly, Banskobystrický kraj          | Fun Aréna Donovaly, Nová Hoľa ⊙                | Wiegand SoRo   | Lifter             |                    | 72                     | 855                                          | 2007             |          | Bobová dráha Donovaly          |                       |
| Košice, Košický kraj                    | Kavečany 346 ⊙                                 | Wiegand SoRo   | Lifter             |                    |                        | 700                                          | 1997             |          | Bobová dráha Košice-Kavečany   |                       |
| Oščadnica, Žilinský kraj                | Snowparadise Veľká Rača, Dedovka 40 ⊙          | Alpine Coaster | Lifter             | 400                | 150                    | 1300                                         | 2005             |          | Bobová dráha Veľká Rača        |                       |
| Vysoké Tatry, Prešovský kraj            | Tatranská Lomnica, Slnečná lúka ⊙              | Rolba Bob      | Lifter             | 203                | 45                     | 482                                          | 2004             |          | Tatrabob                       |                       |
| Ždiar-Bachledova, Prešovský kraj        | Bergstation Gondola Bachledka ⊙                | Braso          | Lifter             |                    | 111                    | 1024                                         |                  |          | Bobová dráha Bachledova        |                       |
| Slowenien                               |                                                |                |                    |                    |                        |                                              |                  |          |                                |                       |
| Bled                                    | Rečiška cesta 2                                | Braso          | Sessellift         |                    | 131                    | 520                                          | 2005             |          | Poletno Sankanje               |                       |
| Celje                                   |                                                | Alpine Coaster |                    |                    |                        | 840                                          | 2008             |          | Celjska Koča                   |                       |
| Kranjska Gora                           |                                                | Braso          | Sessellift         |                    | 293                    | 1500                                         |                  |          | Besna Pehta                    |                       |
| Maribor                                 | Športni center Pohorje, Mladinska ulica 29     | Braso          | Sessellift         |                    | 233                    | 964                                          | 2008 oder früher |          | Pohor Jet                      | bis zu 63 % Gefälle   |
| Zreče-Rogla                             |                                                | Alpine Coaster |                    |                    |                        | 1300                                         | 2004             |          | Zlodejevo                      |                       |
| Ungarn                                  |                                                |                |                    |                    |                        |                                              |                  |          |                                |                       |
| Balatonfűzfő                            | Szabadidőpark, Uszoda u. 2                     | Alpine Coaster | Lifter             |                    |                        | 637                                          | 2001             |          |                                |                       |
| Mátra-Gebirge                           | Sástó-See                                      | Alpine Coaster | Lifter             |                    |                        | 580                                          | 2006             |          | Bobpálya                       |                       |
| Pazár                                   | István sétány 1, Kalandturapark                | Alpine Coaster | Lifter             |                    |                        | 580                                          | 2007             |          | Bobpálya                       |                       |
| Satoraljaujhely                         | Muzaki Szolyaltato Dt                          | Alpine Coaster | Lifter             |                    |                        | 1556                                         | 2008             |          | Bobpálya                       |                       |
| Visegrád                                | Nagyvillám 1                                   | Wiegand - SoRo | Lifter             | 240                | 46                     | 633                                          | 1991             |          | Sommer bobsled Visegrad        |                       |
| Visegrád                                | Nagyvillám 1                                   | Alpine Coaster | Lifter             | 240                | 46                     | 700                                          | 2001             |          | Sommer bobsled Visegrad        | ganzjährig in Betrieb |
| Ukraine                                 |                                                |                |                    |                    |                        |                                              |                  |          |                                |                       |
| Bukowel                                 | Bukowel, Gorgany in der Oblast Iwano-Frankiwsk | Alpine Coaster | Lifter/Sessellift  |                    |                        | Abstieg - 1000, die Gesamtlänge beträgt 1500 | 2020             |          | «Speed Fun»                    |                       |

### Schweden, Norwegen, Finnland
| Ort (Ortsteil)      | Lage                   | Typ          | Bergauf- transport | Länge auf- wärts m | Höhen- unter- schied m | Länge ab- wärts m | von      | bis       | Name der Bahn                      | Bemerkungen     |
| Schweden            | Schweden               | Schweden     | Schweden           | Schweden           | Schweden               | Schweden          | Schweden | Schweden  | Schweden                           | Schweden        |
| ------------------- | ---------------------- | ------------ | ------------------ | ------------------ | ---------------------- | ----------------- | -------- | --------- | ---------------------------------- | --------------- |
| Rättvik             | Slalomvägen 36         | Wiegand SoRo | Lifter             |                    |                        | 740               | 1984     |           | Rättviks sommarrodelbana (Högra)   |                 |
| Rättvik             | Slalomvägen 36         | Wiegand SoRo | Lifter             |                    |                        | 740               | 1984     |           | Rättviks sommarrodelbana (Vänster) |                 |
| Våxtorp             |                        | Wiegand SoRo | Lifter             |                    |                        | 900               | 1991     |           | Sommarrodel Kungsbygget            |                 |
| Norwegen            |                        |              |                    |                    |                        |                   |          |           |                                    |                 |
| Namsskogan          | Namsskogan Familiepark | Wiegand SoRo | Lifter             |                    |                        | 700               | 2002     |           | Alpine-Coaster Namsskogan          |                 |
| Kristiansand        | Dyrepark               | Wiegand SoRo |                    |                    |                        | 450               | 1982     |           | Bob-banen                          |                 |
| Ålgård              | Kongsgata 20           | Wiegand SoRo |                    |                    |                        | 700               | 1985     |           | Summer Toboggan                    |                 |
| Finnland            |                        |              |                    |                    |                        |                   |          |           |                                    |                 |
| Messilä             |                        | Wiegand SoRo |                    |                    |                        | 900               | 1981     | 2014 iB ? | Summer toboggan Messilä            | Bahn entfernt ? |
| Kuusamo-Rukatunturi | Rukatunturintie 9      | Wiegand SoRo | Sessellift         |                    |                        | 960               | 1983     |           | Ruka kesäkelkkarata                |                 |

## Afrika
| Ort (Ortsteil)            | Lage                          | Typ            | Bergauf- transport | Länge auf- wärts m | Höhen- unter- schied m | Länge ab- wärts m | von            | bis            | Name der Bahn                        | Bemerkungen    |
| Frankreich                | Frankreich                    | Frankreich     | Frankreich         | Frankreich         | Frankreich             | Frankreich        | Frankreich     | Frankreich     | Frankreich                           | Frankreich     |
| Region Réunion            | Region Réunion                | Region Réunion | Region Réunion     | Region Réunion     | Region Réunion         | Region Réunion    | Region Réunion | Region Réunion | Region Réunion                       | Region Réunion |
| ------------------------- | ----------------------------- | -------------- | ------------------ | ------------------ | ---------------------- | ----------------- | -------------- | -------------- | ------------------------------------ | -------------- |
| Le Guillaume Dep. Reunion | Maïdo 1500 - Route du Maïdo ⊙ | Wiegand SoRo   | Lifter             |                    | 40                     | 910               | 1992           |                | Le Relais du Maïdo - Parc de la Luge |                |

## Amerika

### Nordamerika
| Ort (Ortsteil)                                  | Lage                                                   | Typ            | Bergauf- transport | Länge auf- wärts m | Höhen- unter- schied m | Länge ab- wärts m | von    | bis     | Name der Bahn                   | Bemerkungen |
| Kanada                                          | Kanada                                                 | Kanada         | Kanada             | Kanada             | Kanada                 | Kanada            | Kanada | Kanada  | Kanada                          | Kanada      |
| ----------------------------------------------- | ------------------------------------------------------ | -------------- | ------------------ | ------------------ | ---------------------- | ----------------- | ------ | ------- | ------------------------------- | ----------- |
| Ontario, The Blue Mountains                     | 108 Jozo Weider Boulevard, Blue Mountain Resort        | Alpine Coaster | Lifter             |                    |                        | 1085              | 2010   | 2014 iB | Ridge Runner Mountain Coaster   |             |
| Québec, Saint-Sauveur                           | 350 Saint-Denis Ave,                                   | Alpine Coaster | Lifter             |                    |                        | 1080              | 2009   | 2014 iB | Le Viking                       |             |
| USA                                             |                                                        |                |                    |                    |                        |                   |        |         |                                 |             |
| Colorado, Glenwood Springs                      | Two Rivers Plaza Rd                                    | Alpine Coaster | Lifter             |                    |                        | 975               | 2005   | 2014 iB | Alpine Coaster Glenwood Springs |             |
| Colorado, Breckenridge                          | 1599 County Road 3                                     | Alpine Coaster |                    |                    |                        | 1100              | 2010   | 2014 iB | Gold Runner Coaster             |             |
| Massachusetts, Hancock (Massachusetts)          | 37 Corey Road                                          | Alpine Coaster | Lifter             |                    |                        | 790               | 2006   | 2014 iB | Mountain Coaster Jiminy Peak    |             |
| Maryland, McHenry, Maryland                     | Wisp Ski Resort, 296 Marsh Hill Road                   | Alpine Coaster | Lifter             |                    |                        | 915               | 2007   | 2014 iB | Wisp Mountain Coaster           |             |
| Minnesota, Duluth                               | 9500 Spirit Mountain Place                             | Wiegand SoRo   | Lifter             |                    |                        | 1027              | 2010   | 2024 iB | Timber Twister Alpine Coaster   |             |
| New Jersey, Vernon Township (New Jersey)        | 200 State Route 94                                     | Alpine Coaster | Lifter             |                    |                        | 857               | 2011   | 2024 iB | Alpine Mountain Coaster         |             |
| New Hampshire, Gilford                          | Gunstock Mountain Resort, 719 Cherry Valley Road       | Alpine Coaster | Lifter             |                    |                        | 810               | 2016   |         | Mountain Coaster                |             |
| New Hampshire, North Conway                     | Cranmore Mountain Resort, 1 Skimobile Road             | Alpine Coaster | Lifter             |                    |                        | 730               | 2010   | 2014 iB | Mountain Coaster Cranmore       |             |
| New York (Bundesstaat), Cortland                | Greek Peak Ski Resort, 2000 New York 392               | Alpine Coaster | Lifter             |                    |                        | 885               | 2011   | 2014 iB | The Nor’easter Mountain Coaster |             |
| New York (Bundesstaat), Ellicottville, New York | Holiday Valley Resort, 6557 Holiday Valley Road        | Alpine Coaster | Lifter             |                    |                        | 900               | 2012   | 2014 iB | Mountain Coaster Holiday Valley |             |
| Tennessee, Pigeon Forge                         | 867 Wears Valley Road                                  | Alpine Coaster | Lifter             |                    |                        |                   | 2013   | 2014 iB | Smoky Mountain Alpine Coaster   |             |
| Utah, Park City                                 | 3419 Olympic Parkway Park City Mountain Resort         | Wiegand SoRo   | Sessellift         |                    |                        | 950               | 2005   | 2014 iB | Alpine Coaster Park City        |             |
| Vermont, Ludlow                                 | Okemo Mountain Resort, 480 Ranta Road Okemo Ridge Road | Alpine Coaster | Lifter             |                    |                        | 940               | 2010   | 2014 iB | The Timber Ripper               |             |

### Mittel- und Südamerika
| Ort (Ortsteil)                                         | Lage                                          | Typ            | Bergauf- transport | Länge auf- wärts m | Höhen- unter- schied m | Länge ab- wärts m | von   | bis     | Name der Bahn              | Bemerkungen |
| Haiti                                                  | Haiti                                         | Haiti          | Haiti              | Haiti              | Haiti                  | Haiti             | Haiti | Haiti   | Haiti                      | Haiti       |
| ------------------------------------------------------ | --------------------------------------------- | -------------- | ------------------ | ------------------ | ---------------------- | ----------------- | ----- | ------- | -------------------------- | ----------- |
| Labadee                                                | Adventure Ocean Oasis                         | Alpine Coaster | Lifter             |                    |                        | 680               | 2009  | 2014 iB | Alpine Coaster Labadee     |             |
| Jamaika                                                |                                               |                |                    |                    |                        |                   |       |         |                            |             |
| Ocho Rios                                              | Rainforest Adventure                          | Alpine Coaster | Lifter             |                    |                        | 760               | 2008  | 2014 iB | Rainforest Bobsled Jamaica |             |
| Argentinien                                            |                                               |                |                    |                    |                        |                   |       |         |                            |             |
| Provinz Córdoba, Villa Carlos Paz                      |                                               |                |                    |                    |                        | 1300              |       | 2014 iB | Montaña Magica             |             |
| Brasilien                                              |                                               |                |                    |                    |                        |                   |       |         |                            |             |
| Bundesstaat Rio Grande do Sul, Canela, Arroio da Casca | Rodovia Arnaldo Oppitz, 901                   | Alpine Coaster | Lifter             |                    |                        | 630               | 2003  | 2014 iB | Treno Alpenpark            |             |
| Chile                                                  |                                               |                |                    |                    |                        |                   |       |         |                            |             |
| Metropolregion Santiago, La Reina                      | Parque Municipal La Reina, Avda Larrain 11095 | Wiegand SoRo   | Lifter             |                    |                        | 640               | 1997  | 2014 iB |                            |             |

## Asien

### Westasien
| Ort (Ortsteil) | Lage                    | Typ                         | Bergauf- transport | Länge auf- wärts m | Höhen- unter- schied m | Länge ab- wärts m | von    | bis     | Name der Bahn               | Bemerkungen                             |
| Türkei         | Türkei                  | Türkei                      | Türkei             | Türkei             | Türkei                 | Türkei            | Türkei | Türkei  | Türkei                      | Türkei                                  |
| -------------- | ----------------------- | --------------------------- | ------------------ | ------------------ | ---------------------- | ----------------- | ------ | ------- | --------------------------- | --------------------------------------- |
| Ankara         | Göksu Mh                | Alpine Coaster              |                    |                    |                        | 560               | 2003   | 2014 iB | Alpine-Coaster Ankara       |                                         |
| Şahinbey       | Belediyesi Park Ve      | Alpine Coaster              |                    |                    |                        | 460               | 2011   | 2014 iB | Alpine Coaster Sahinbey     |                                         |
| Gaziantep      | Öğretmen Evleri Mh      | Alpine Coaster              |                    |                    |                        | 370               | 2008   | 2014 iB | Alpine-Coaster Gaziantep    |                                         |
| Israel         |                         |                             |                    |                    |                        |                   |        |         |                             |                                         |
| Mount Hermon   | Mount Hermon Ski Resort | Alpine Coaster              |                    |                    |                        | 580               | 2003   | 2014 iB | Alpine Coaster Mount Hermon |                                         |
| Manara Cliff   |                         | Alpine Coaster              | Lifter             |                    |                        | 930               | 2000   | 2014 iB | Manara Cliff Cable Car Ride |                                         |
| Kuwait         |                         |                             |                    |                    |                        |                   |        |         |                             |                                         |
| ?              | Marah Land Leisure Park | Bobkart Twinbob Rollversion |                    |                    |                        | 497               | 2003   | 2014 iB | Bobkart Sabahiya-Park       |                                         |
| Saudi-Arabien  |                         |                             |                    |                    |                        |                   |        |         |                             |                                         |
| Taif           | Walker Waterpark        | Alpine Coaster              |                    |                    |                        | 930               | 2002   | 2014 iB | Alpine Coaster Taif         |                                         |
| Al Hada        | Green Mountain Resort   | Alpine Coaster              | Lifter             |                    |                        | 1105              | 2001   | 2014 iB | Alpine Coaster Al Hada      |                                         |
| Al Sawat       |                         | Bobkart                     |                    |                    |                        | 620               | 2002   | 2014 iB | Bobkart Al Sawat            |                                         |
| Iran           |                         |                             |                    |                    |                        |                   |        |         |                             |                                         |
| Hamedan        |                         | Alpine Coaster              |                    |                    |                        | 855               | 2012   | 2014 iB | Alpine Coaster Hamedan      | Betreiber: Ganjnameh Telecabin          |
| Namak Abroud   |                         | Alpine Coaster              |                    |                    |                        | 903               | 2018   | 2014 iB | Alpine Coaster Namak Abroud | Betreiber: Shomal Housing + Development |

### Ostasien
| Ort (Ortsteil)                    | Lage                     | Typ            | Bergauf- transport | Länge auf- wärts m | Höhen- unter- schied m | Länge ab- wärts m | von        | bis        | Name der Bahn                                      | Bemerkungen |
| Kasachstan                        | Kasachstan               | Kasachstan     | Kasachstan         | Kasachstan         | Kasachstan             | Kasachstan        | Kasachstan | Kasachstan | Kasachstan                                         | Kasachstan  |
| --------------------------------- | ------------------------ | -------------- | ------------------ | ------------------ | ---------------------- | ----------------- | ---------- | ---------- | -------------------------------------------------- | ----------- |
| Almaty                            | Аквапарк Family park     | Alpine Coaster |                    |                    |                        | 640               | 2007       | 2014 iB    | Alpine Coaster Almaty                              |             |
| Japan                             |                          |                |                    |                    |                        |                   |            |            |                                                    |             |
| Kuwana-Nagashima                  | Nagashima Spa Land       | Bobkart        |                    |                    |                        | 797               | 2003       | 2014 iB    | Bobkart Nagashima Spa Land (Right Lane)            |             |
| Südkorea                          |                          |                |                    |                    |                        |                   |            |            |                                                    |             |
| Taebaek                           |                          | Braso          | Cabelcar-lift      |                    |                        |                   | 2005       | 2014 iB ?  | Sommerrodelbahn Kangwonland                        |             |
| Volksrepublik China               |                          |                |                    |                    |                        |                   |            |            |                                                    |             |
| Peking                            |                          | Wiegand SoRo   | Sessellift         |                    |                        | 1155              | 1998       | 2014 iB    | Mutianyu Great Wall Luge                           | Seilbahn    |
| Peking                            |                          | Alpine Coaster | Cabelcar-lift      |                    |                        | 1215              | 2001       | 2014 iB    | Alpine Coaster Hongluosi                           |             |
| Innere Mongolei, Baotou           | Baotou Reservoir         | Alpine Coaster |                    |                    |                        | 400               | 2006       | 2014 iB    | AlpineCoaster Bao Tou                              |             |
| Provinz Hebei, Qinhuangdao        |                          | Alpine Coaster | Sessellift         |                    |                        | 483               | 2000       | 2014 iB    | Alpine Coaster Qin Huangdao                        |             |
| Provinz Jiangsu, Changzhou        |                          | Bobkart        |                    |                    |                        | 580               | 2001       | 2014 iB    | Bobkart Changzhou                                  |             |
| Shanghai                          |                          | Bobkart        |                    |                    |                        | 530               | 1999       | 2014 iB    | Bobkart Shanghai                                   |             |
| Provinz Yunnan, Kunming           |                          | Alpine Coaster | Lifter             |                    |                        | 550               | 1998       | 2014 iB    | Alpine Coaster Kunming                             |             |
| Provinz Guizhou, Guiyang          |                          | Alpine Coaster | Lifter             |                    |                        | 503               | 1998       | 2014 iB    | Alpine Coaster Guiyang                             |             |
| Provinz Guangdong, Zhuhai         | Zhuhai Sanxin Cableway   | Alpine Coaster | Lifter             |                    |                        | 642               | 1997       | 2014 iB    | Alpine Coaster Zhuhai                              |             |
| Provinz Guangdong, Shenzhen       | Shenzhen World Miniature | Bobkart        | Lifter             |                    |                        | 800               | 2000       | 2014 iB    | Bobkart Shenzhen                                   |             |
| Vietnam                           |                          |                |                    |                    |                        |                   |            |            |                                                    |             |
| Provinz Khánh Hòa, Nha Trang      | Vinpearl Land Nha Trang  | Alpine Coaster | Lifter             | 550                |                        | 1200              | 2012       | 2014 iB    | Alpine Coaster Vinpearl                            |             |
| Provinz Lâm Đồng, Đà Lạt (Stadt)  | đèo Prenn, Phường 3      | Alpine Coaster | Lifter             |                    |                        | 805               | 2006       | 2014 iB    | Alpine Coaster Dalat                               |             |
| Provinz Lâm Đồng, Damb'ri         |                          | Alpine Coaster | Lifter             |                    |                        | 1100              | 2010       | 2014 iB    | Alpine Coaster Dambri Waterfall                    |             |
| Provinz Ba Ria-Vung Tau, Vũng Tàu | Phường 1                 | Alpine Coaster | Lifter             |                    |                        | 690               | 2010       | 2014 iB    | Alpine Coaster Vungtau Big Mountain-Small Mountain |             |

## Australien
| Ort (Ortsteil)         | Lage                                         | Typ          | Bergauf- transport | Länge auf- wärts m | Höhen- unter- schied m | Länge ab- wärts m | von        | bis        | Name der Bahn           | Bemerkungen                       |
| Australien             | Australien                                   | Australien   | Australien         | Australien         | Australien             | Australien        | Australien | Australien | Australien              | Australien                        |
| ---------------------- | -------------------------------------------- | ------------ | ------------------ | ------------------ | ---------------------- | ----------------- | ---------- | ---------- | ----------------------- | --------------------------------- |
| Brisbane               | Samford Grass Ski Park, 123 Charlotte Street | Wiegand SoRo |                    |                    |                        | 725               | 1985       | 1993       |                         | zusammen mit dem Park geschlossen |
| Neusüdwales, Curramore | 1215 Jamberoo Road                           | Wiegand SoRo | Sessellift         |                    |                        | 850               | 1988       | 2014 iB    |                         |                                   |
| Neusüdwales, Merimbula | Sapphire Coast Drive                         | Wiegand SoRo |                    |                    |                        | 600               | 1984       | 2014 iB    | Toboggan Mountain Slide |                                   |
| Victoria, Arthurs Seat | Enchanted Maze Garden, 55 Purves Road        | Summertubing |                    |                    |                        |                   | ?          | 2014 iB    |                         |                                   |
| Neuseeland             |                                              |              |                    |                    |                        |                   |            |            |                         |                                   |
| Südinsel, Queenstown   | Brecon Street                                | ?            |                    |                    |                        |                   | ?          | 2014 iB    | Skyline Luge Queenstown |                                   |